# Révélations d'Edward Snowden

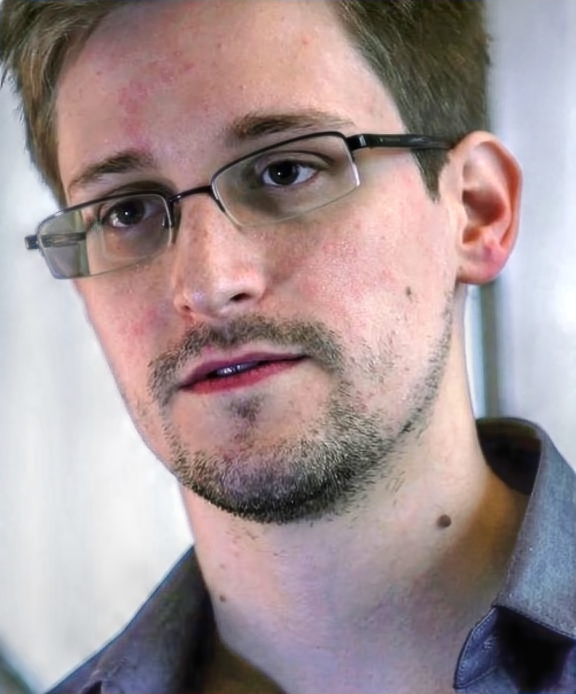
Edward Snowden en 2013.

Les révélations d'Edward Snowden commencent avec un important volume de documents (1,7 million) transmis par l'ancien agent de la CIA et consultant de la NSA Edward Snowden à deux journalistes, Glenn Greenwald et Laura Poitras, et progressivement rendus publics à partir du 6 juin 2013 à travers plusieurs titres de presse. Elles concernent la surveillance d'internet, des téléphones portables et de tous les moyens de télécommunication mondiaux par la NSA.
Le 6 juin 2013, le journal britannique The Guardian commence à publier et analyser une partie des révélations. Devant le nombre colossal de données, plus de 28 journalistes de la rédaction du Guardian travaillent à plein temps sur ce dossier.
Depuis cette date, de nombreux autres médias et en particulier, The New York Times, The Washington Post, The Intercept, Der Spiegel, El País, Le Monde, L'espresso, O Globo, South China Morning Post, ProPublica, Australian Broadcasting Corporation, Canadian Broadcasting Corporation, NRC Handelsblad, Sveriges Television, Wired, New Zealand Herald et Todo Noticias (es) ont révélé successivement les détails opérationnels de la surveillance réalisée par la NSA et ses partenaires internationaux.
Dans les mois et années qui ont suivi, les révélations contribuent à faire connaître au grand public l'ampleur des renseignements collectés par les services secrets américains et britanniques. Elles ont notamment mis en lumière les programmes PRISM et XKeyscore de collecte des informations en ligne, le programme GENIE d'espionnage d'équipements informatiques à l'étranger, l'espionnage de câbles sous-marins de télécommunications intercontinentales et d'institutions internationales comme le Conseil européen à Bruxelles ou le siège des Nations unies, ainsi que de nombreuses pratiques en cours au sein de l'agence pour parvenir à ses fins.
Les services de renseignement ont regretté la divulgation de ces documents qui a compromis leur capacité d'espionnage. Au niveau législatif, les États-Unis n'ont que légèrement restreint les pouvoirs accordés aux agences de renseignement tandis que l'Europe a annulé le Safe Harbor et s'est dotée d'un texte protecteur sur les données privées, le règlement général sur la protection des données. Au niveau commercial, l'image des grandes plateformes, en particulier les GAFAM, s'est détériorée et celles-ci ont poussé à l'utilisation du chiffrement pour rassurer leurs clients.

## Chronologie
Le volume de documents auxquels les médias ont eu accès a d'abord été estimé entre 15 et 20 000, chiffre ensuite constamment réévalué à la hausse pour atteindre 1,7 million en décembre 2013.
Sont exclusivement listées ci-dessous, par ordre chronologique, les révélations issues directement des documents fournis par Edward Snowden.

### 2013

#### Juin
- Le 6 juin 2013, The Guardian révèle que l'opérateur téléphonique américain Verizon — et vraisemblablement d’autres opérateurs — livre chaque jour à la NSA, à la demande du FBI, la totalité des données téléphoniques en sa possession concernant les communications téléphoniques au sein des États-Unis, mais aussi entre les États-Unis et l'étranger[2],[3]. L'ordonnance de justice secrète qui force l'opérateur à fournir ces informations est renouvelée tous les trois mois, depuis au moins sept ans, comme le précise la sénatrice Dianne Feinstein, présidente de la commission du renseignement du Sénat américain[4],[5].

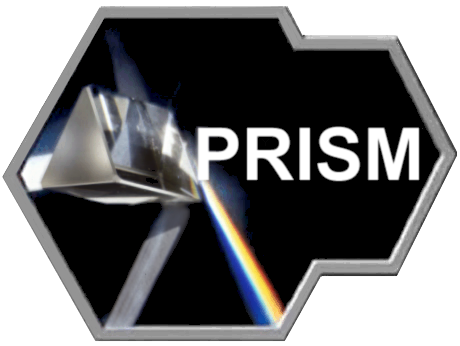
Le logotype de PRISM.

- Le 6 juin 2013, The Guardian et le Washington Post révèlent le programme de surveillance PRISM qui permettrait au FBI et à la NSA de surveiller les internautes. Ils utiliseraient pour cela des portes d'entrée cachées dans les logiciels fabriqués par les principales entreprises informatiques américaines, et accèderaient aux serveurs de neuf d'entre elles, dont Microsoft, Yahoo!, Google, Facebook et Apple[6],[7],[3],[8],[9]. Parmi les informations qu'il a dérobées, on trouve une présentation PowerPoint sur le fonctionnement du programme PRISM, normalement destinée aux employés de la NSA[10].
- Le 7 juin 2013, The Guardian révèle le contenu d'une directive présidentielle top-secrète signée par Barack Obama en octobre 2012[11],[12]. Cette directive détaille l'approche américaine en termes de cyber-opérations offensives et a ordonné aux fonctionnaires de la sécurité nationale de créer une liste de cibles potentielles pour réaliser des cyberattaques[11].
- Le 8 juin 2013, The Guardian révèle l’existence de Boundless informant, un système informatique de la NSA qui permet de générer automatiquement un tableau de bord graphique et synthétique des renseignements obtenus en temps réel par les différents systèmes d'écoute (SIGAD) de l'agence et de connaître le niveau de surveillance appliqué à chaque pays. Quatre-vingt-dix-sept milliards de données issues des réseaux téléphoniques et internet ont ainsi été récoltées en mars 2013[13].
- Le 12 juin 2013, dans une interview au quotidien de Hong Kong le South China Morning Post, Edward Snowden déclare que les agences de renseignement américaines s’introduisent dans les grands axes chinois de communication « tels que les routeurs Internet, qui donnent accès aux communications de centaines de milliers d’ordinateurs sans avoir besoin d’en pirater un seul ». Il a en outre indiqué que plus de 61 000 opérations avaient été jusqu’ici engagées par la NSA[14].
Le quotidien de Hong Kong affirme avoir consulté un extrait des dossiers détenus par Snowden au cours de l'interview[15]. Y figurent les adresses IP visées et la date des infractions, identifiant des cibles de piratage à Hong Kong et en Chine[16]. Selon le journal, les documents permettent de savoir si une opération est en cours ou conclue, et semblent indiquer un taux de réussite des tentatives d'intrusion de 75 %. « J'ignore les informations spécifiques qu'ils cherchaient sur ces machines, je sais seulement qu'utiliser des moyens techniques pour pénétrer sans autorisation dans des appareils civils est une violation du droit et c'est éthiquement douteux », leur a déclaré Snowden[16].
- Le 17 juin 2013, The Guardian révèle[17], grâce aux documents fournis par Snowden, que le Royaume-Uni a mené une large opération d'espionnage des communications des participants au G20 de Londres en avril et septembre 2009[18]. Selon les documents consultés par The Guardian, le Government Communications Headquarters (GCHQ), le service de renseignement électronique du gouvernement britannique, a eu accès aux communications Internet et téléphoniques des participants, incluant le président russe Dimitri Medvedev[19]. Une équipe de quarante-cinq personnes était affectée, vingt-quatre heures sur vingt-quatre, à cette vaste opération de surveillance. Celle-ci incluait notamment le piratage des ordinateurs utilisant les connexions Internet sans fil dans des cafés, leur permettant d'intercepter des courriels. Les Britanniques ont également eu accès aux courriels et aux appels passés depuis les téléphones mobiles de marque BlackBerry des participants[20],[21].
- Le 20 juin 2013, The Guardian dévoile deux procédures confidentielles de la FISA Court liées à l'application de la loi FISA Amendments Act of 2008[22],[23],[24]. Ces procédures montrent que cette cour fédérale américaine a autorisé la NSA à intercepter le contenu de toute communication au niveau mondial (y compris aux États-Unis) sans avoir besoin d'une autorisation préalable d'un juge[22]. Cette cour fédérale précise que, de par les procédures de minimisation mises en place, ces actions de surveillance sont légales au regard du quatrième amendement de la Constitution des États-Unis[25].
- Le 21 juin 2013, Edward Snowden affirme au Guardian que les autorités et les services secrets britanniques espionneraient les liaisons téléphoniques et informatiques transitant par des câbles sous-marins de télécommunications utilisant la fibre optique[26],[27],[28] qui relient les États-Unis à l'Europe, ceux-ci pouvant transmettre jusqu'à 21 pétaoctets de données par jour[29]. Baptisé Tempora, ce projet, en place depuis fin 2011, permettrait au GCHQ de « puiser » les données (des courriels, des messages Facebook, ou des historiques de recherches d'internautes...), dans plus de deux cents câbles sous-marins de télécommunications et de les conserver durant trente jours. Les résultats de ces écoutes seraient transmis à la sécurité intérieure américaine, la NSA[30].
- Le 22 juin 2013, le quotidien de Hong Kong le South China Morning Post révèle que les États-Unis auraient piraté des entreprises chinoises de téléphonie mobile dans le but de collecter des millions de SMS[31]. La NSA aurait également piraté l'université Tsinghua à Pékin ainsi que l'université de Hong-Kong, qui hébergent des principaux points d'interconnexion internet (GIX) majeurs en Chine[32]. La NSA aurait aussi espionné l'opérateur asiatique de fibre optique Pacnet (en) en 2009[33]. Le journal chinois affirme que Snowden lui a fourni des documents détaillés attestant de ces faits sur une période de quatre années[34].
- Le 27 juin 2013, The Guardian révèle que l'administration Obama a autorisé la NSA à poursuivre la collecte de vastes volumes de données détaillant l'usage d'Internet et de la messagerie électronique des citoyens américains[35].
- Le 29 juin 2013, le Washington Post publie quatre nouvelles diapositives de présentation du programme PRISM qui montrent qu'il permet de surveiller en temps réel les courriels, les communications par « chat », la participation à des forums de discussion, la diffusion de photos et de vidéos et les appels téléphoniques de « cibles ». À la date du 5 avril 2013, il y avait 117 675 « cibles » de la surveillance au titre du « contre-terrorisme » dans la base de données de PRISM[36].
- Toujours le 29 juin 2013, l’hebdomadaire allemand Der Spiegel affirme que la NSA espionnait, dans le cadre du programme de surveillance PRISM, plusieurs bureaux de l'Union européenne : les représentations diplomatiques à Washington et aux Nations unies, mais aussi le Conseil européen à Bruxelles[37]. « Il y a cinq ans, les services de sécurité européens ont constaté l’existence d’un système d’écoute et d’espionnage sur le bâtiment Justus Lipsius, siège du Conseil de l’UE, qui remontait jusqu’au QG de l’Otan [dans la banlieue de Bruxelles] », écrit le Spiegel[38].
D’après un document classé « strictement confidentiel » et daté de septembre 2010, la NSA a implanté du matériel d'écoute dans les bureaux de l'UE à Washington et aux Nations unies, et était en mesure, non seulement d'écouter les conversations téléphoniques, mais aussi d'accéder aux documents et aux courriels des diplomates européens, qualifiés de « cibles » dans le document[39],[40]. Un système d'écoute aurait été implanté sur un cryptofax à la délégation de l'UE à Washington. La machine est utilisée pour envoyer des câbles de retour aux ministères des Affaires étrangères dans les capitales européennes, rapportent les documents de la NSA[41].
« En plus des adversaires idéologiques traditionnels et des pays sensibles du Moyen-Orient, la liste de cibles inclut les missions de l'UE et les ambassades de France, d'Italie et de Grèce, ainsi qu'un certain nombre d'alliés des États-Unis, dont le Japon, le Mexique, la Corée du Sud, l'Inde et la Turquie », écrit The Guardian[42]. Le document « détaille une gamme extraordinaire de méthodes d'espionnage utilisées contre chacune de ces cibles, allant de micros dissimulés dans des équipements électroniques de communication à des branchements sur des câbles ou à la collecte de transmissions au moyen d'antennes spéciales », ajoute le quotidien britannique[41].
- Le 29 juin 2013, dans un second article, l’hebdomadaire Der Spiegel révèle que la NSA reçoit quotidiennement les données issues des communications sur les réseaux téléphoniques français (jusqu'à 7 millions par jour en janvier 2013) et allemands (jusqu'à 60 millions par jour en janvier 2013)[43],[44].

#### Juillet
- Le 7 juillet 2013, le journal brésilien O Globo révèle que la NSA a surveillé les communications téléphoniques et électroniques de nombreuses entreprises et particuliers brésiliens au cours de la dernière décennie (2,3 milliards d'appels téléphoniques et d'emails interceptés en janvier 2013[45],[46]. Le Brésil était une priorité pour la NSA au même titre, que la Chine, la Russie, l'Iran et le Pakistan[47]. Les documents communiqués par Edward Snowden montrent que la NSA a noué des « partenariats stratégiques » avec plus de 80 entreprises mondiales (opérateurs de télécommunication, fournisseurs d'accès Internet, infrastructure de réseau, équipements, systèmes d'exploitation et applications)[48]. Les opérateurs téléphoniques américains, partenaires de la NSA, étaient eux-mêmes en relation d'affaires avec des opérateurs locaux, ce qui permettait à l'agence américaine d'avoir accès aux communications locales[48]. La NSA récupérait les données brésiliennes et celles d'autres pays grâce aux systèmes Fairview et X-Keyscore[47].
- Le 7 juillet 2013 également, dans un entretien publié par l'hebdomadaire allemand der Spiegel, Snowden explique que la NSA « travaille main dans la main avec les Allemands et la plupart des autres États occidentaux »[49]. Par exemple, dans le cadre de la coopération entre la NSA et le BND, les services de renseignement allemands, Snowden indique que la NSA fournit aux Allemands « des outils d'analyse » pour les informations passant par l'Allemagne, en provenance de régions comme le Proche et Moyen-Orient et dont le contenu est étudié au cœur du quartier général du BND, à Pullach, près de Munich[50]. Les Allemands craignent aujourd'hui que ces données ne leur aient totalement échappé, au profit de leurs partenaires américains ; les services allemands pourraient ainsi avoir remis indirectement aux Américains une multitude de données et de communications en provenance de ces pays[50].
Évoquant le rôle du Directorat aux affaires étrangères de la NSA, Snowden indique que le partenariat entre la NSA et les autres pays est conçu de façon à « protéger leurs dirigeants politiques de l'indignation publique », si « la façon dont ils violent largement la vie privée dans le monde » est rendue publique[51],[50].
Le magazine allemand s'inquiète également d'autres failles au sein des services de sécurité, dans le cadre de deux projets sur le sol allemand. Le premier projet prévoit la construction d'une base américaine en Allemagne, dédiée au renseignement. Le second projet est un nouveau centre d'analyse du renseignement allemand, en cours de construction à Wiesbaden. « Des installations qui sont exclusivement construites par des citoyens américains détenant des accès sécurisés », conclut le Spiegel[50].
- Le 12 juillet 2013, The Guardian publie un article qui détaille la coopération entre la compagnie Microsoft et les autorités gouvernementales américaines pour permettre le bon fonctionnement du programme de surveillance PRISM. Ainsi, les e-mails des services Hotmail, Live, et Outlook.com collectés par PRISM le sont avant leur cryptage. Microsoft et le FBI ont développé une solution permettant l'interception des chats cryptés d'Outlook.com avant que ce service ne soit lancé publiquement, une solution pour permettre l'accès via PRISM au service de stockage en ligne SkyDrive sans autorisation séparée, et travaillent ensemble pour comprendre les implications de la fonctionnalité de pseudonymes pour e-mails d'Outlook.com qui pourraient affecter le processus de requêtes de renseignements. L'article cite un document de la NSA de juillet 2012 vantant qu'une nouvelle capacité avait triplé la quantité d'appels vidéo Skype collectée par PRISM (Microsoft dit n'avoir fait aucun changement à Skype à cette époque pour permettre la collecte via PRISM). Dans un communiqué au Guardian, Microsoft rappelle qu'elle n'obéit qu'aux demandes du gouvernement en conformité avec la loi, et que quand elle introduit ou met à niveau un produit, des obligations légales peuvent l'obliger de maintenir la capacité à répondre à des demandes gouvernementales[52].

- Le 31 juillet 2013, le journaliste Glenn Greenwald publie dans le journal The Guardian un article détaillant les fonctionnalités du programme X-Keyscore qui permet d'examiner « quasiment tout ce que fait un individu sur Internet »[53],[54], y compris le contenu des emails, l'historique de navigation d'un utilisateur, des sites visités ou recherches effectuées, ainsi que les activités sur les réseaux sociaux. Les analystes des partenaires du traité UKUSA (États-Unis, Royaume-Uni, Canada, Australie et Nouvelle-Zélande) seraient ainsi capables d'intercepter, sans autorisation préalable, l'ensemble des communications internet en temps réel, grâce aux 500 serveurs déployés dans 170 sites (sites américains ou partenaires, ambassades) dans des dizaines de pays (incluant la majeure partie des pays européens, la Chine et la Russie)[53]. The Guardian dévoile aussi un dossier de présentation (32 pages) de la NSA du programme X-Keyscore daté du 25 février 2008[53].

#### Août
- Le 2 août 2013, le quotidien allemand Süddeutsche Zeitung révèle que sept opérateurs de télécommunication mondiaux d’origine américaine ou britannique collaborent avec l'agence de renseignement électronique britannique, le Government Communications Headquarters (GCHQ)[55]. Dans le cadre du programme de surveillance britannique Tempora, les sociétés British Telecom, Vodafone Cable, Verizon Business, Global Crossing, Level 3 Communications, Viatel et Interoute ont en effet offert au GCHQ un accès illimité à leurs câbles[56]. Ces câbles transportent une grande part des communications téléphoniques et du trafic internet mondial, couvrant notamment la France, les Pays-Bas ou l'Allemagne[56],[55]. Par ailleurs, ces opérateurs donneraient aussi accès à certains câbles de leurs partenaires, dont ils gèrent une partie de l'infrastructure[57]. Les métadonnées des communications interceptées sont ensuite stockées pendant trente jours[56]. Le GCHQ a les moyens de traiter chaque jour 600 millions « d'évènements téléphoniques » et 21 pétaoctets de données[56]. Toutes ces informations sont ensuite stockées dans les bases de données de la GCHQ, et accessibles librement par environ 300 de ses employés, ainsi qu'à 250 analystes de la NSA, par l'intermédiaire de l'outil « XKeyscore »[57].
- Le 2 août 2013, l'hebdomadaire brésilien Época du groupe O Globo, révèle que la NSA a espionné les participants du 5e Sommet des Amériques qui s'est tenu du 17 au 19 avril 2009 à Port-d'Espagne et produit une centaine de rapports pour le Département d'État des États-Unis afin que ce dernier conseille le président Barack Obama et la Secrétaire d'État des États-Unis Hillary Clinton sur les négociations à mener notamment sur Cuba[58].
- Le 10 août 2013, le journal Der Spiegel affirme que l'Union européenne est une cible prioritaire de la NSA, notamment sur les sujets de politique étrangère, de commerce international et de stabilité économique[59], sur la base de documents fournis par Edward Snowden et datant d'avril 2013[60]. Parmi les pays ciblés, l'Allemagne se retrouve au même niveau que la France et le Japon[61].
- Le 25 août 2013, le magazine Der Spiegel révèle que la NSA espionne le siège de l'Organisation des Nations unies à New York, en dépit des accords internationaux signés par les États-Unis en tant que pays hôte de l'organisation[62],[63]. Durant l'été 2012, la NSA a déchiffré le système de sécurité des visioconférences internes à l'ONU, ce qui lui a permis d'écouter 438 conférences en une semaine, contre une dizaine habituellement. La NSA a aussi espionné l'Agence internationale de l'énergie atomique (AIEA) basée à Vienne[62]. L'hebdomadaire indique aussi que la NSA avait identifié des espions chinois qui essayaient aussi de surveiller les diplomates de l'ONU[63]. Enfin, le journal indique que la NSA aurait également étendu ses programmes de surveillance au sein de 80 ambassades américaines, grâce au Special Collection Service ; chaque ambassade serait ainsi chargée de surveiller plus particulièrement les communications sur le territoire où elle est présente[63].

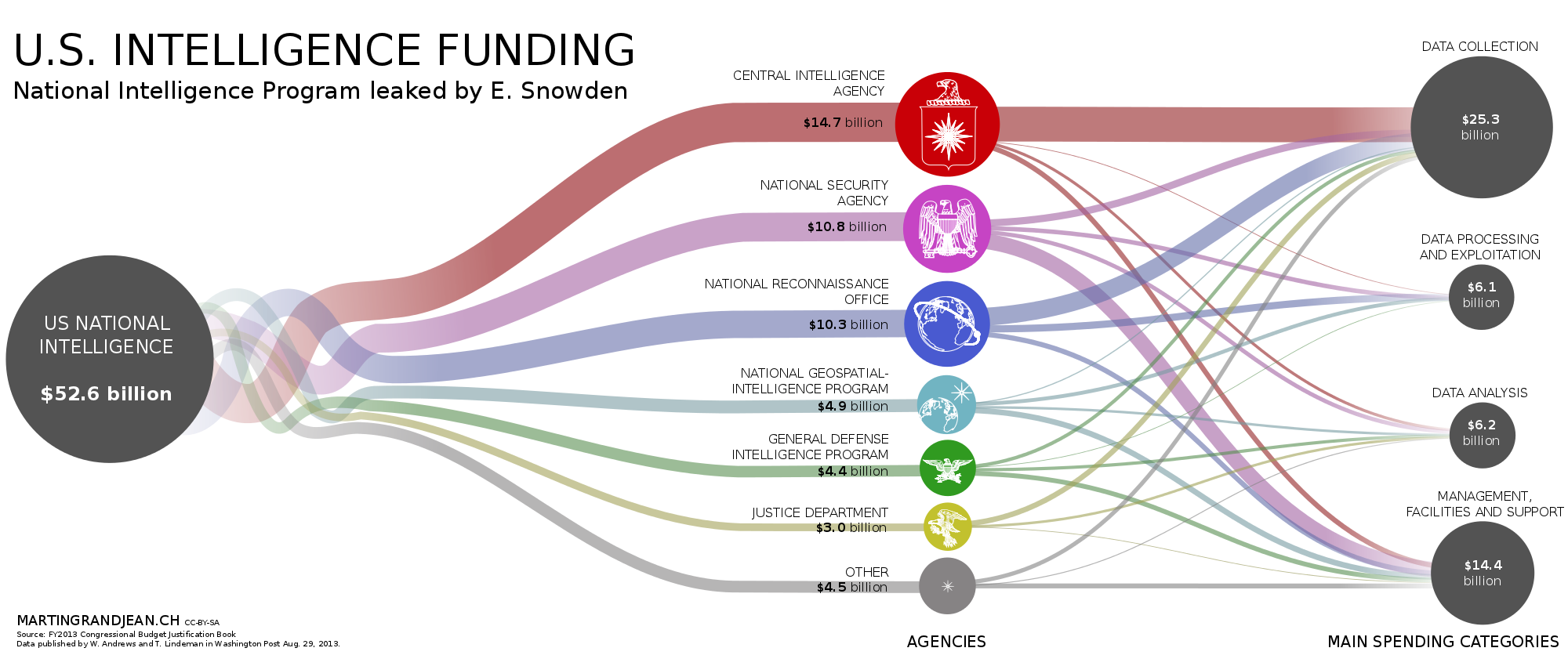
Budget de la communauté du renseignement américain (2013) révélé par The Washington Post.

- Le 29 août 2013, le Washington Post révèle le détail du budget confidentiel des 16 agences de la Communauté du renseignement des États-Unis, les principaux objectifs et les ressources affectées, grâce à un document budgétaire de 178 pages fourni par Edward Snowden[64]. En 2012, le budget total était de 55 milliards de dollars, auquel s'ajoute le renseignement militaire du Pentagone (23 milliards estimés en 2013), c'est-à-dire un quasi-doublement depuis les attentats du 11 septembre 2001 et plus que durant la guerre froide à la fin des années 1980 (un budget estimé à 71 milliards de dollars d'aujourd'hui)[64]. 128 875 personnes (83 675 civils, 23 400 militaires et 21 800 externes) travaillent dans l'une de ces agences américaines[65],[66]. 827 employés ont comme compétence linguistique le français[67]. La cybersécurité est la quatrième priorité de la Communauté du renseignement américaine[67].
- Le même jour, le Washington Post révèle des informations sur la préparation de la capture d'Oussama ben Laden, grâce à une « flotte » de satellites espions de la National Reconnaissance Office et à l'intervention préalable des équipes de cyber-espions de la Tailored Access Operations sur les téléphones portables des personnes liées à Al-Qaïda[68].
- Le 30 août 2013, The Washington Post dévoile un projet secret de la NSA, portant le nom de GENIE, d'espionnage informatique de milliers d'équipements informatiques à l'étranger. Doté d'un budget de 652 millions de dollars, ce projet vise à implanter des logiciels espions dans des dizaines de milliers d'ordinateurs, de routeurs ou de pare-feux afin de récupérer à distance des informations confidentielles. À la fin de 2012, la NSA avait pour objectif de contrôler ainsi 85 000 équipements informatiques à distance, contre 68 975 en 2011 et 21 252 en 2008. Ce projet, mené en collaboration avec la CIA, vise en priorité l'Iran, la Corée du Nord, la Chine, la Russie, mais aussi l'Afghanistan, le Pakistan, le Yémen, L'Irak et la Somalie. La NSA a par ailleurs lancé 231 cyberattaques en 2011[69].

#### Septembre
- Le 1er septembre 2013, le Spiegel révèle que la France figure sur la liste officielle des cibles de la NSA et que celle-ci a espionné le ministère français des Affaires étrangères[70],[71]. Un document classé « top secret » de la NSA datant de juin 2010 et fourni par Edward Snowden, indique que l'agence de renseignement américaine a réussi à accéder au réseau informatique du Quai d'Orsay qui relie Paris à ses ambassades et consulats, pourtant protégé par un VPN, ainsi qu'à certains sites liés au domaine internet diplomatie.gouv.fr[72]. Un autre document de la NSA daté de septembre 2010 montre que la NSA a espionné les communications de la représentation française aux Nations unies à New York (« opération Blackfoot ») et de l'ambassade française à Washington (opération « Wabash ») grâce à des micros[73]. Un troisième document indique que les services de renseignement américains s'intéressent aussi à la politique étrangère française, notamment en matière d'industrie militaire et de stabilité économique[70].
- Le même jour, Der Spiegel révèle dans un second article que la chaîne de télévision qatarienne Al Jazeera a été espionnée, tout comme le système de réservation en ligne de la compagnie aérienne nationale russe Aeroflot[74]. Un document daté du 23 mars 2006 indique que la chaîne, qui diffuse depuis une dizaine d'années les messages d'Al-Qaïda, a été surveillée afin d'accéder aux communications protégées du groupe de télévision avec des « cibles intéressantes »[74],[73].
- Le même jour, le journaliste Glenn Greenwald indique, lors de l'émission Fantastico du groupe audiovisuel brésilien Globo, que les emails du président mexicain Enrique Peña Nieto ont été espionnés par la NSA alors qu'il était candidat à la présidence. Sur la base d'un document de juin 2012 fourni par Edward Snowden et intitulé Infiltration intelligente de données, étude de cas du Brésil et du Mexique, le journaliste précise que la NSA a cherché à avoir « une meilleure compréhension des méthodes de communication et des interlocuteurs » de la présidente brésilienne Dilma Rousseff et de ses collaborateurs[75].
- Le 2 septembre 2013, The Washington Post indique que le gouvernement américain suspecte que des personnes liées à des organisations hostiles telles que Al-Qaïda, le Hamas ou le Hezbollah ou à des agences de renseignement étrangères ont essayé, de manière répétée, d'infiltrer les agences de renseignement américaines, et notamment la CIA[76]. La surveillance des employés des agences de renseignement pour lutter contre le risque de fuite d'informations était prévu depuis plusieurs années, mais le projet avait été repoussé à plusieurs reprises. Mais, à la suite de l'affaire Snowden, la NSA a prévu d'enquêter sur au moins 4 000 employés en possession d'une habilitation de sécurité, notamment grâce à l'analyse des milliards de frappes sur les claviers des ordinateurs de travail, de l'accès aux bases de données confidentielles et au téléchargement de certains documents sensibles[77].

- Le 5 septembre 2013, The Guardian, The New York Times et ProPublica révèlent que la NSA et le GCHQ sont capables de décoder l'essentiel des systèmes de chiffrement des communications sur internet, des systèmes utilisés chaque jour par des centaines de millions d'internautes pour protéger leur vie privée et par les entreprises pour sécuriser leurs échanges électroniques[78],[79],[80]. Ce programme américain secret, utilisé par la NSA, porte le nom de code Bullrun et son équivalent britannique s'appelle Edgehill[78]. Les trois médias expliquent que les méthodes utilisées par les agences de renseignement anglo-saxonnes incluent des mesures pour s'assurer le contrôle sur l'établissement de normes américaines et internationales de chiffrement (NIST, normes ISO), la collaboration avec des sociétés technologiques pour intégrer − dès la conception − des portes dérobées dans leurs solutions de chiffrement (logiciels ou puces électroniques) et avec des fournisseurs de services Internet pour récupérer des certificats de chiffrement, ainsi que l'utilisation de supercalculateurs pour casser le chiffrement avec la technique dite de « force brute », voire des cyberattaques ou l'espionnage des sociétés pour leur voler leurs clés numériques[81],[82],[79]. The Guardian et le New York indique que les agences ont déployé beaucoup d'efforts sur les principaux protocoles ou technologies utilisés sur internet (HTTPS/SSL, VPN) ou la 4G pour la téléphonie mobile, avec des avancées majeures en 2010, afin d'être capable d'intercepter et de déchiffrer en temps réel des volumes très importants de données qui circulent quotidiennement dans les câbles internet[83],[78]. Les solutions de chiffrement et les communications liées à Hotmail, Yahoo, Facebook et surtout Google font l'objet d'analyses approfondies[78]. Plusieurs experts supposent que la NSA exploite principalement des failles identifiées dans l'implémentation des logiciels de chiffrement (Microsoft CryptoAPI, OpenSSL) plutôt que dans les algorithmes[84],[85],[86],[87].
- Le 7 septembre 2013, le magazine Der Spiegel indique que la NSA et le GCHQ peuvent espionner les principales données des smartphones iPhone d'Apple, BlackBerry de RIM (depuis mars 2010) et Android de Google, incluant notamment les SMS, les listes de contacts, les notes et les coordonnées GPS[88],[89],[90]. Dans un article traduit en anglais et diffusé le 9 septembre 2013 sur son site internet, le magazine dévoile une partie des modes opératoires d'espionnage pour chaque type de smartphone[91].
- Le 9 septembre 2013, le journaliste Glenn Greenwald indique, lors de l'émission Fantastico du groupe audiovisuel brésilien Globo, que la NSA a réalisé des opérations d'espionnage économique en surveillant le groupe pétrolier Petrobras, une entreprise de l'État brésilien[92],[93]. Le reportage indique aussi que les réseaux du ministère français des Affaires étrangères, de Google et le réseau interbancaire SWIFT ont été espionnés, ainsi que des banques (dont les noms n'ont pas été dévoilés)[94],[95].
- Le 9 septembre 2013, le magazine Der Spiegel indique que les services de renseignement allemands (BfV et BND) ont élaboré un partenariat en 2005 avec la CIA sous le nom de « Projet 6 ». Des équipes des trois services de renseignement étaient stationnées à Neuss, à proximité de Düsseldorf. Ce partenariat, actif jusqu'en 2010, visait à échanger des informations sur des personnes, incluant des citoyens allemands, liées à Al-Qaïda[96].
- Le 11 septembre 2013, The Guardian révèle que la NSA partage une partie de ses données avec Israël[97],[98]. Le protocole de collaboration entre la NSA et les services de renseignement israéliens, qui aurait été signé en mars 2009, indique qu'Israël est destinataire de certains signaux SIGINT (des interceptions de données brutes telles que des conversations téléphoniques, fax, télex, métadonnées, contenus) fournies par les États-Unis[97]. Le protocole précise que si ces données contiennent des informations liées au gouvernement américain, la NSA demande à Israël de les supprimer. Néanmoins, The Guardian n'indique pas l'objectif de ce partage et ne précise pas la source ou l'origine de ces données collectées[99]. Par ailleurs, The Guardian indique que dans un autre document top-secret de 2008, des officiers de la NSA mentionnent que « D'un côté, les Israéliens sont d'excellents partenaires pour nous, mais de l'autre, ils nous espionnent pour apprendre nos positions sur les problèmes du Moyen-Orient ». Enfin, The Guardian dévoile que la France espionne le département de la Défense des États-Unis[97].
- Le 15 septembre 2013, le magazine Der Spiegel révèle que la NSA espionne les paiements internationaux, les transactions bancaires et les opérations réalisées par cartes bancaires. L'espionnage est réalisé par un service dédié appelé « Follow the Money » (FTM). Les informations sont ensuite stockées dans une base de données connue sous le nom de « Tracfin » ; une base de données qui contenait 180 millions d'enregistrements en 2011 dont 84 % étaient liés à des transactions effectuées par carte bancaire. Le magazine indique aussi que les transactions des clients du réseau VISA étaient surveillés, notamment en Europe, Moyen-Orient et Afrique. De plus, certaines transactions SWIFT sont notamment récupérées grâce à la division Tailored Access Operations (TAO) de la NSA spécialisée dans le cyber-espionnage[100].
- Le 16 septembre 2013, le magazine Der Spiegel confirme l'ampleur de l'espionnage de secteur financier par la NSA[101]. La base d’informations financière « Tracfin », qui compte des dizaines de millions de transactions (20 millions en 2008, 180 millions en 2011) sauvegardées pendant au moins cinq ans, a plusieurs sources dont le réseau de cartes bancaires Mastercard et les transactions Bitcoin en plus des réseaux SWIFT ou Visa[102]. De plus, sous le nom de code « Dishfire », la NSA aurait accès depuis le printemps 2009 aux transactions réalisées par cartes bancaires de plus de 70 banques[103]. La plupart d’entre elles sont domiciliées dans des régions « en crise », incluant des banques italiennes, espagnoles et grecques[103]. Les données proviendraient également des messages de confirmation SMS envoyés par les établissements bancaires à leur client[103]. Par ailleurs, les analystes de la NSA auraient aussi pénétré le réseau chiffré d'un grand opérateur de réseau financier au Moyen-Orient ainsi que ses filiales[103]. Enfin, l'article précise le haut niveau de sensibilité politique et économique de ces opérations de par l'implication étroite du département du Trésor des États-Unis dans le choix des objectifs d'espionnage du programme, la NSA mettant même à la disposition de ce département certains de ses analystes[101].
- Le 20 septembre 2013, le magazine Der Spiegel révèle que l'agence britannique de surveillance des communications espionnait, depuis 2010, le principal opérateur téléphonique belge, l'entreprise d'État Belgacom, qui a notamment comme clients la Commission européenne, le Conseil européen et le Parlement européen[104],[105]. Sous le nom de code « Operation Socialist », le GCHQ a infiltré le réseau informatique interne de cette entreprise à l'aide de chevaux de Troie portant le nom de « Quantum Insert »[106]. Cette opération visait notamment la filiale BICS de Belgacom, qui a comme autres actionnaires l'opérateur suisse Swisscom et l'opérateur sud-africain Telekomkonzern[107]. L'objectif principal de ce cyber-espionnage était d'être capable de surveiller le contenu de communications de « cibles » utilisant des smartphones, grâce à une technique appelée « Man-in-the-middle »[108],[109]. Dans la présentation classifiée « top-secret » fournie par Edward Snowden, le second objectif était de mieux comprendre le fonctionnement des points d'interconnexion entre opérateurs de télécommunications (GIX)[110]. La révélation de cette affaire d'espionnage britannique intervient quatre jours après que le quotidien belge néerlandophone De Standaard ait dévoilé que Belgacom avait déposé une plainte à la suite de la découverte d'une intrusion digitale sur son réseau; Le quotidien supposait que la NSA en était l'auteur[111].
- Le 23 et le 24 septembre 2013, le journal indien The Hindu rappelle que l'Inde est le cinquième pays le plus surveillé par la NSA (XKeyscore : 6,3 milliards de métadonnées internet et 6,2 milliards de métadonnées téléphoniques en mars 2013)[112]. Dans une première série d'articles réalisés avec le journaliste Glenn Greenwald[112],[113], il dévoile que le programme PRISM est utilisé par la NSA pour surveiller les intérêts géopolitiques et économiques indiens, et en particulier ceux liés au nucléaire, à l'aérospatiale et à la politique[114],[115].
- Le 25 septembre 2013, le journal The Hindu révèle que la NSA a espionné la mission permanente indienne à l'ONU et l'ambassade indienne à Washington[116],[117]. Selon un document top-secret de 2010 fourni par Edward Snowden, la NSA a utilisé quatre différents types de dispositifs d'espionnage électronique : « Lifesaver » pour la copie intégrale des disques durs, « Highlands » pour la récupération d'informations depuis des chevaux de Troie, « Vagrant » pour les copies d'écran et « Magnetic » pour la collecte de signaux numériques[116].
- Le 28 septembre 2013, le New York Times révèle que, depuis 2010, la NSA a commencé à réaliser des profilages de citoyens du monde entier, en incluant des citoyens américains[118]. Les personnes visées en priorité par ce profilage sont liées au terrorisme, au trafic d'armes, de drogue ou à la cybercriminalité, ou bien encore peuvent être des hommes politiques, des hommes d'affaires ou des activistes non américains[119]. Les analystes de la NSA pourraient générer un profil détaillé d'une personne avec notamment ses activités sociales, ses affiliations religieuses ou politiques[118],[120],[119]. Les profils pourraient en effet être enrichis de nombreux types de données (96 types de données différents comme les numéros de téléphone, les adresses email ou les adresses IP) ; ces données peuvent être issues de données bancaires, d'assurances, de données de services de géolocalisation comme TomTom, de réseaux sociaux comme Facebook, de factures, de données de voyage, d'inscription sur les listes électorales[118],[120],[119]. De plus, les connexions entre une personne et ses contacts (196 types différents de connexions sont possibles comme « X est employé de Y », « X a échangé sur le forum de discussion Y ») peuvent ainsi visualiser sous forme de cartes[121]. Les données peuvent provenir des multiples bases de données de la NSA, dont la base de métadonnées téléphoniques MAINWAY (en) (700 millions collectées chaque jour début 2011, plus 1,1 milliard chaque jour liées aux appels depuis les téléphones mobiles depuis août 2011), mais aussi de sources publiques comme Google ou commerciales[118].
- Le 30 septembre 2013, The Guardian dévoile que la NSA sauvegarde chaque jour les métadonnées de millions d'utilisateurs concernant l'historique des pages web consultées, les détails de chaque connexion, l'activité des mails et même certains mots de passe, dans une base de données appelée Marina[122],[123],[124].

#### Octobre
- Le 4 octobre 2013, The Guardian révèle, avec le support de l'expert en sécurité informatique Bruce Schneier, que la NSA et le GCHQ ont déployé sur internet un réseau secret de « serveurs » (nom de code Quantum), capables d'intercepter les requêtes adressées à des sites internet par des personnes ciblées[125],[126],[127],[128]. L'interception du flux est rendu possible grâce aux partenariats avec les opérateurs internet qui permettent aux agences de placer leurs serveurs aux points névralgiques du réseau internet. Ce dispositif est complété par un deuxième réseau secret de serveurs (nom de code FoxAcid) capables d'injecter un logiciel malveillant dans la requête internet. Ainsi, avec cette technique de détournement appelée attaque de l'homme du milieu, un internaute ciblé navigue sans se rendre compte qu'un logiciel malveillant s'est installé à son insu sur son équipement en exploitant une vulnérabilité. Dans la série d'articles, The Guardian révèle aussi que le réseau Tor, utilisé par 500 000 personnes chaque jour, qualifié de meilleur outil d'anonymisation par la NSA et principalement financé par le département de la Défense des États-Unis, est aussi espionné par les agences de renseignements électroniques des Five Eyes (GCHQ, NSA, CSTC, DSD et GCSB) afin d'identifier ses utilisateurs[125],[126],[127].
- Le 6 octobre 2013, la chaîne de télévision brésilienne Globo, a révélé, dans le cadre de son émission Fantastico, que le Canada a lui aussi réalisé des opérations d'espionnage économique au Brésil ; en visant notamment le ministère brésilien de Mines et de l'Énergie[129],[130]. Lors de cette émission, un document top-secret du service de renseignement électronique du gouvernement canadien (CSTC) a été dévoilé[129]. Il avait été présenté lors d'une réunion d'analystes du renseignement des Five Eyes (États-Unis, Royaume-Uni, Canada, Australie et Nouvelle-Zélande) en juin 2012[129]. Ce document mentionne que les communications entrantes et sortantes (email, internet, appel téléphoniques) du Ministère avaient été espionnées, à l'aide d'un programme nommé « Olympia »[131],[132]. La chaîne brésilienne précise que la motivation économique de l'espionnage laisse peu de doutes, trois des quatre plus grandes entreprises mondiales minières ayant leurs sièges sociaux au Canada[129].

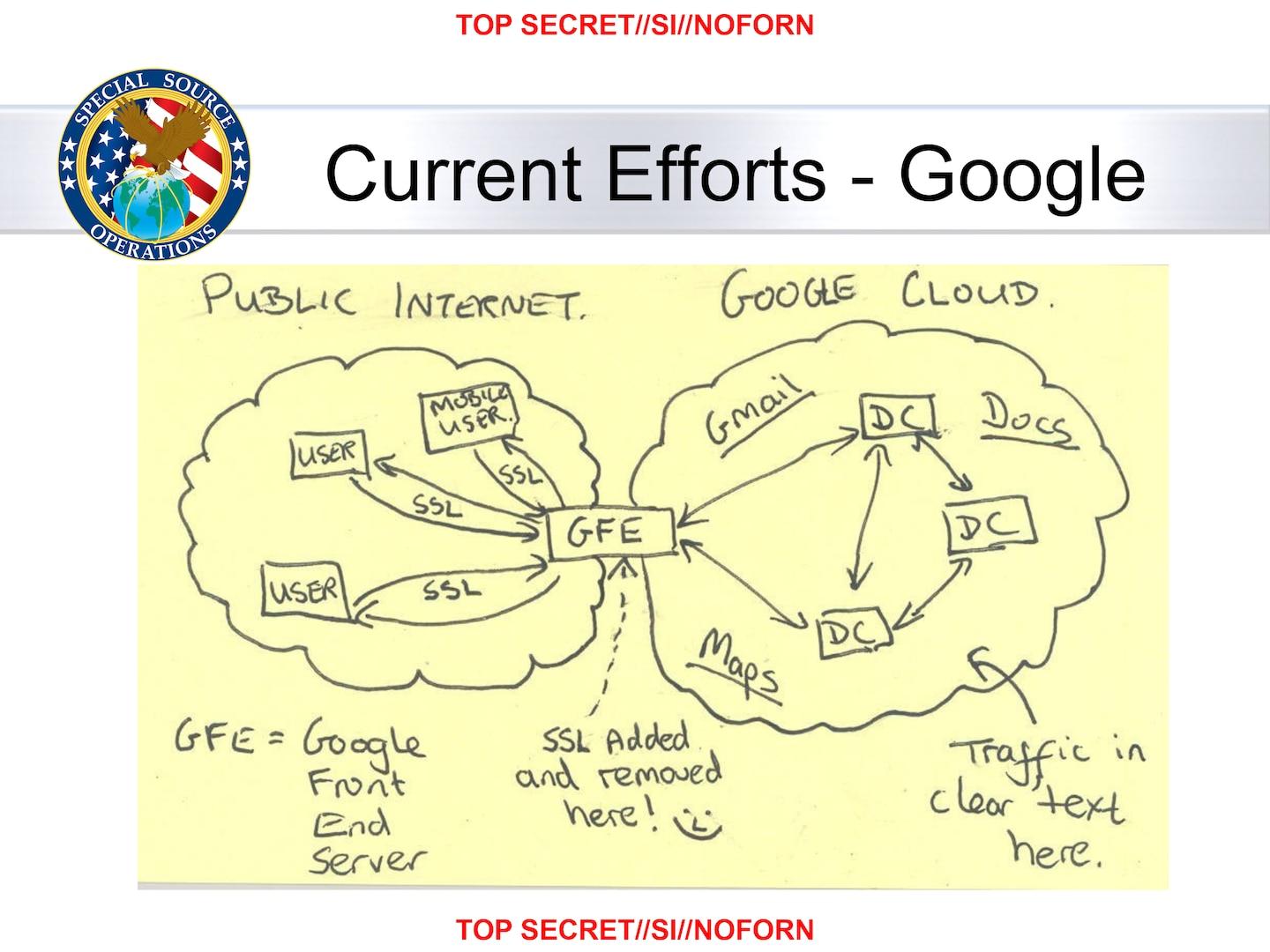
Diapositive de la NSA, dévoilée le 30 octobre 2013 par le Washington Post, qui montre que les échanges de données entre les centres de données de Google ne sont pas chiffrés.

- Le 15 octobre 2013, le Washington Post révèle que la NSA collecte des centaines de millions de listes de contacts par l'intermédiaire des messageries électroniques ou de messageries instantanées[133],[134]. En une seule journée en 2012, la NSA a par exemple intercepté 444 743 listes de contacts courriels de comptes Yahoo!, 82 857 de comptes Facebook, 33 697 de comptes Gmail, et 22 881 d'autres fournisseurs internet, comme mentionné dans un document de l'agence divulgué par le journal[135]. Extrapolés sur une année, ces chiffres correspondraient à la collecte de 250 millions de listes de carnets de contacts par an, grâce à des interceptions directement sur les câbles internationaux qui composent l'internet[134].
- Le 17 octobre 2013, le Washington Post confirme que la NSA est impliquée dans les attaques de drones de la CIA[136],[137]. Sur la base de documents d'Edward Snowden, le journal indique que la surveillance numérique effectuée par la NSA a permis de localiser un responsable d'Al-Qaïda, Hassan Ghul, tué ensuite lors d'une attaque américaine de drones au Pakistan en octobre 2012[136]. Le journal précise que la cybersurveillance est réalisée grâce à la division Tailored Access Operations[138] de la NSA qui utilise la technique de détournement en temps réel sur le réseau internet appelée Attaque de l'homme du milieu, ainsi que la technologie « Quantum Insert » (logiciels espions) déjà révélée le 20 septembre 2013[136].

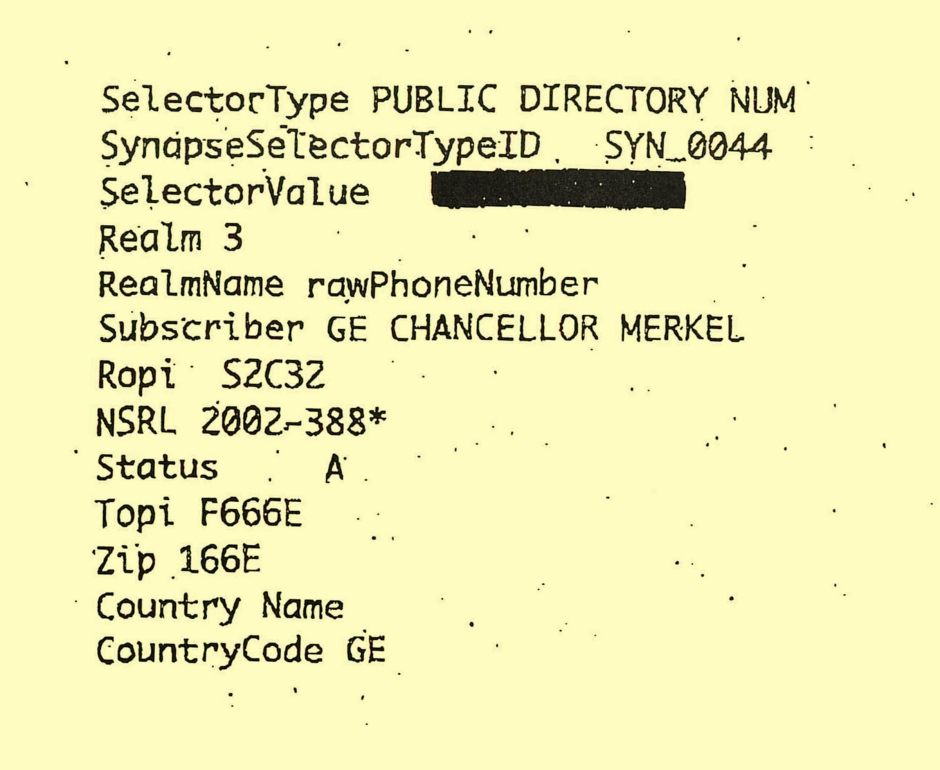
Espionnage de la Chancelière allemande Angela Merkel par l'équipe conjointe CIA/NSA, révélé par Der Spiegel

- Le 20 octobre 2013, le magazine Der Spiegel révèle que la NSA a espionné en mai 2010 la messagerie électronique du président mexicain Felipe Calderón[139],[140] ; cette opération portait le nom de code « Flatliquid ». En août 2009, la NSA avait aussi espionné plusieurs collaborateurs du secrétariat de la Sécurité publique du Mexique, notamment chargés de la lutte contre le trafic de drogue ; cette opération, sous de nom de code « Whitetamale », avait permis de récupérer 260 documents confidentiels[139]. Ces opérations ont été réalisées par le département de cyberespionnage de la NSA (Tailored Access Operations) ainsi que par le service d'espionnage conjoint de la CIA et de la NSA (Special Collection Service) qui opère notamment depuis l'ambassade américaine à Mexico pour surveiller les conversations téléphoniques et les messages échangés sur le réseau de téléphonie mobile mexicain[139].
- Le 21 octobre 2013, le journal Le Monde révèle, dans une première série d'articles réalisée en collaboration avec le journaliste Glenn Greenwald, l'ampleur de l'espionnage de la France par la NSA américaine[141],[142]. Le journal confirme ainsi que 70,3 millions de communications téléphoniques de français ont été interceptées entre le 10 décembre 2012 et le 8 janvier 2013, comme déjà révélé par Der Spiegel le 29 juin 2013[143] mais sans déclencher de réactions de la classe politique en France à l'époque.
Par ailleurs, le Monde révèle que « quand certains numéros de téléphone sont utilisés dans l'Hexagone, ils activent un signal qui déclenche automatiquement l'enregistrement de certaines conversations. Cette surveillance récupère également les SMS et leur contenu en fonction de mots-clés. Et de manière systématique, la NSA conserve l'historique des connexions de chaque cible »[141]. Le journal indique ne pas avoir d'indication sur l'installation (SIGAD) US-985D qui est à la source de la communication quotidienne de ces données à la NSA[141] ; cette source pourrait être un opérateur de télécommunications œuvrant en France de par la typologie des métadonnées collectées (62,5 millions liées à des communications de téléphones mobiles et 7,7 millions liés à des communications téléphoniques fixes).
D'autre part, l'article indique que « les documents donnent suffisamment d'explications pour penser que les cibles de la NSA concernent aussi bien des personnes suspectées de liens avec des activités terroristes que des individus visés pour leur simple appartenance au monde des affaires, de la politique ou à l'administration française »[141] Le journal illustre cette intrusion dans la vie privée des citoyens français comme dans les secrets de grandes entreprises nationales, à travers le ciblage des communications liées à l'opérateur internet et fournisseur de messagerie électronique grand public Wanadoo et à l'équipementier de réseaux de télécommunications Alcatel-Lucent[144].
Le Monde publie aussi des diapositives exclusives, issues de la présentation du programme PRISM[145]. Ces diapositives confirment les capacités de surveillance en temps réel par la NSA des données de PRISM et de l'Upstream program qui permet l'interception des données dans les infrastructures d'Internet[145].
- Le 22 octobre 2013, le quotidien Le Monde détaille les méthodes utilisées par la NSA pour espionner la diplomatie française[146]. Selon un document classé «top secret» dévoilé par le journal, la NSA dispose d'un arsenal de dispositifs (logiciels espions implantés à distance, copie intégrale des disques durs, surveillance des imprimantes, captation des données sur les écrans, etc.) pour espionner les diplomates[147]. L'article cite par ailleurs un document de la NSA d'août 2010, selon lequel les informations ainsi obtenues par l'espionnage des ambassades françaises à l'ONU et Washington auraient joué un grand rôle pour faire voter de nouvelles sanctions contre l'Iran au Conseil de sécurité des Nations unies[148].
- Le 24 octobre 2013, le journal The Guardian révèle que la NSA a surveillé 35 leaders mondiaux[149],[150]. Le mémo confidentiel de la NSA, daté d'octobre 2006, est une demande formulée à de hauts responsables employés notamment à la Maison-Blanche, au département d’État ou encore au Pentagone de « partager leurs carnets d'adresses pour que l'agence puisse ajouter ces responsables premier plan (hommes politiques ou responsables militaires) à leur système de surveillance »[149],[150].
- Le 25 octobre 2013, le journal Le Monde dévoile une note interne classée « top secret » de la NSA évoquant une opération de cyber-espionnage subie par la présidence française en mai 2012[151]. Cette note, préparatoire à la visite de hauts fonctionnaires français de la DGSE et de l'ANSSI le 12 avril 2013, indique que la France soupçonne la NSA d’être responsable de l’attaque[151]. L'auteur de cette note indique que l'ensemble des agences de renseignements américaines, mais aussi anglo-saxonnes réfutent être à l'origine de l'attaque[151]. Néanmoins, l'auteur sous-entend qu'Israël pourrait être à l'origine de cette cyberattaque[151],[152].

- Le 26 octobre 2013, le magazine Der Spiegel révèle que le téléphone portable de la Chancelière allemande Angela Merkel est espionné depuis 2002[153]. Der Spiegel ajoute que des équipes du Special Collection Service (gérées conjointement par la CIA et la NSA) existent dans environ 80 ambassades ou consulats à travers le monde, dont 19 en Europe notamment à Paris, Madrid, Rome, Prague, Genève et Francfort[153].
- Le 26 octobre 2013 également, le journal Süddeutsche Zeitung dévoile, sur la base de documents d'Edward Snowden, que la France a signé un accord (sous le nom de code « Lustre ») de coopération et d'échange d'« informations de manière systématique » avec les Five Eyes (États-Unis, Grande-Bretagne, Canada, Australie, Nouvelle-Zélande)[154],[155],[156]. Le journal indique aussi qu'Israël (nom de code Ruffle), la Suède (nom de code Sardine) et l'Italie auraient signé des accords similaires avec ces cinq pays[154].

- Le 30 octobre 2013, le Washington Post révèle comment la NSA et le GCHQ ont procédé pour récolter des données privées des utilisateurs de Google et Yahoo![157],[158]. Sous le nom de code Muscular, les deux services de renseignements accèdent aux données à travers le réseau informatique interne des deux entreprises et plus précisément en « écoutant » les transferts de données entre les différents centres[158]. En écoutant ces transferts entre les différents centres qui sont sur différents continents, la NSA contourne ainsi limitations légales (FISA Amendments Act of 2008) imposées à l'agence sur le territoire américain[158].

#### Novembre
- Le 2 novembre 2013, le New York Times dévoile les efforts NSA pour espionner massivement aussi bien les pays ou organisations ennemis que les alliés des États-Unis[159], en publiant plusieurs documents (liste 2007 des missions stratégiques et plan stratégique 2008-2013 de la NSA, typologie des sources d'informations en décembre 2009). La liste 2007 des missions stratégiques de la NSA (7 pages) illustre le large périmètre des activités de l'agence, comme la surveillance des groupes terroristes ou le programme nucléaire iranien, mais aussi l'espionnage de la diplomatie ou des politiques économiques de pays « amis »[160]. Ce document montre aussi que la France est le pays européen le plus surveillé : espionnage industriel des technologiques émergentes françaises, politique étrangère de la France, capacités de cyber-espionnage français, capacités d'espionnage et de contre-espionnage français[160].
- Le 2 novembre 2013, le journal The Guardian détaille l'évolution de la NSA, en particulier depuis les attentats du 11 septembre 2001[161]. Le journal indique que la NSA est une des agences de renseignement américaine qui s'est le plus développée depuis cette date, la guerre contre le terrorisme occupant ainsi 35 % des ressources de l'agence[161]. Le journal rappelle les principales localisations des équipes aux États-Unis (bases en Géorgie, dans l'Utah, le Texas, Hawaï, le Colorado et Fort Meade, dans les pays alliés (Royaume-Uni, Australie et Japon) mais aussi dans 80 ambassades américaines[161]. Le journal dévoile la liste des principaux pays partenaires de la NSA (9-Eyes, 14-Eyes et 41-Eyes)[161].
- Le 11 novembre 2013, l'hebdomadaire Der Spiegel révèle que la NSA et le GCHQ ont espionné l'Organisation des pays exportateurs de pétrole[162]. La NSA a infiltré le réseau informatique de OPEP depuis janvier 2008, a notamment espionné le représentant de l'Arabie saoudite dans cette organisation et a fourni de nombreux documents sensibles à la CIA, au Département d'État des États-Unis et au Département de l'Énergie des États-Unis[162]. De son côté, le GCHQ a utilisé la technologie « Quantum Insert » pour pirater les postes de travail de neuf collaborateurs en 2010 et ainsi accéder à deux serveurs de documents confidentiels[162].
- Le même jour, dans un second article, Der Spiegel précise que le GCHQ a réussi à infiltrer le réseau de l'opérateur de télécommunications Belgacom grâce à la technologie « Quantum insert » et l'utilisation de fausses pages LinkedIn ou Slashdot[163]. Cette technologie a aussi permis d'infiltrer les sociétés de télécommunications suisses Comfone et Starhome Mach[163].
- Le 17 novembre 2013, l'hebdomadaire Der Spiegel révèle que les services de renseignement électronique britanniques ont surveillé pendant plusieurs années des diplomates étrangers grâce à leurs réservations dans les grands hôtels[164]. Le journal précise que le but de ce programme, portant le nom de code « Royal Concierge » était d'informer le GCHQ au moment de la réservation, ce qui permettait aux services d'entrer en action avant même l'arrivée du diplomate[165].
- Le 19 novembre 2013, le quotidien norvégien Dagbladet révèle que la NSA aurait espionné 33 millions d'appels téléphoniques en l'espace de trente jours, entre le 10 décembre 2012 et le 8 janvier 2013[166],[167],[168]. Les chiffres, issus du programme Boundless Informant, correspondraient à 10 % de l'ensemble des communications du pays[166].
- Le 20 novembre 2013, le quotidien The Guardian révèle, avec la collaboration de la chaîne de télévision britannique Channel 4 que la récupération de données par la NSA concerne également des citoyens britanniques en vertu d'un accord secret avec les responsables du renseignement britanniques[169].
- Le 22 novembre 2013, le New York Times détaille le plan stratégique 2012-2016 de la NSA qui souhaite maintenir sa position dominante dans la collecte de renseignements[170]. La note de synthèse de 5 pages de la NSA intitulée Sigint Strategy 2012-2016 et publiée par le New York Times, offre un aperçu de la vision, de la mission et des valeurs de la NSA[170]. Le document souligne « l’inadéquation des lois américaines avec les besoins de la NSA de conduire un travail de large surveillance »[171]. Le journal dévoile également l'existence du programme Treasure map, qui vise à cartographier en permanence l'ensemble du réseau internet[170].

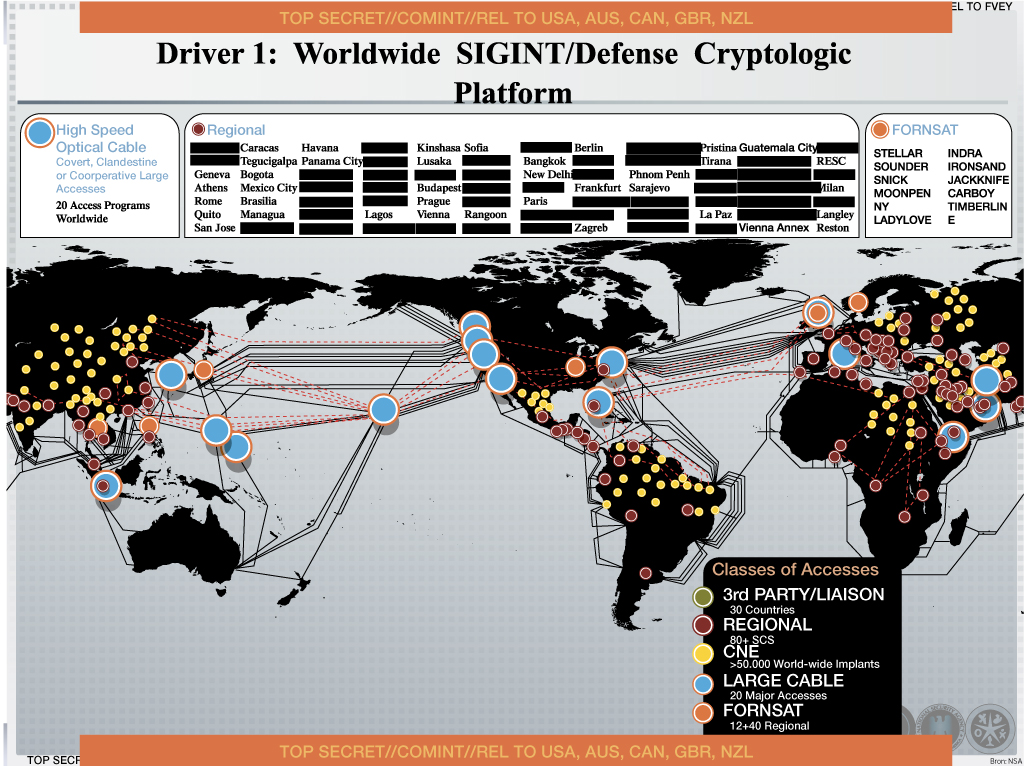
Cartographie des 5 principales sources d'information de la NSA en 2012, dévoilée par le quotidien néerlandais NRC Handelsblad le 23 novembre 2013

- Le 23 novembre 2013, le quotidien néerlandais NRC Handelsblad révèle que la France, les Pays-Bas, la Belgique, l'Allemagne de l'Ouest et la Norvège furent espionnés par les États-Unis juste après la Seconde Guerre mondiale, de 1946 à 1968[172]. Dans le même article, le journal dévoile une carte détaillant les zones géographiques où la NSA a recours au cyberespionnage : Amérique centrale, nord de l'Amérique du Sud, Afrique de l'Est et Asie[172].
- Le 27 novembre 2013, le journal américain The Huffington Post révèle que la NSA a mis en place un programme de collecte de données relatives aux habitudes de consommation pornographique de certaines « cibles » pour les discréditer[173],[174],[175]. Aucune des cibles, accusées de participer à la propagation de messages ou d'actes radicaux, n’était accusée de terrorisme ou de lien avec des groupes jihadistes[173].
- Le 27 novembre 2013, la Société Radio-Canada (CBC) révèle que le Canada a facilité une opération d'espionnage par la NSA du G20 de Toronto de 2010 via sa propre agence de renseignements, le Centre de la sécurité des télécommunications Canada (CSTC)[176].
- Le 27 novembre 2013, le Washington Post suggère, sur la base de nouveaux documents mais sans apporter de preuve définitive, que la NSA accède aux données des utilisateurs de clients des solutions de messagerie dans le cloud computing de Microsoft, en « écoutant » directement les câbles[177].
- Le 29 novembre 2013, le quotidien français Le Monde dévoile les liens étroits entre les services secrets français, la Direction générale des services extérieurs (DGSE), avec l'agence de surveillance électronique américaine (NSA) et son homologue britannique, le GCHQ, sur la base « de nouvelles pièces transmises par Edward Snowden »[178].

- Le 30 novembre 2013, le quotidien néerlandais NRC Handelsblad décrit une opération de cyber-espionnage du service de renseignements des Pays-Bas (Algemene Inlichtingen- en Veiligheidsdienst – AIVD)[179]. Cette opération, dévoilée à travers une note du 14 février 2013 de la NSA, visait à siphonner les bases de données des utilisateurs de forums de discussion a priori liés à The Onion Router (TOR)[180].

#### Décembre
- Le 4 décembre 2013, le Washington Post révèle que la NSA intercepte les données de géolocalisation de centaines de millions de téléphones portables dans le monde[181],[182],[183]. Le journal précise que la NSA stocke des informations sur « au moins des centaines de millions d'appareils » et enregistre « près de 5 milliards » de données de localisation par jour, depuis une dizaine d'installations ou de programmes d'écoute (SIGAD) dans le monde[181].
- Le 5 décembre 2013, Stefania Maurizi avec l'aide de Glenn Greenwald, révèlent dans l'hebdomadaire italien L'Espresso en collaboration avec le quotidien La Repubblica les opérations d'espionnage de l'Italie par la National Security Agency (NSA)[184],[185]. L'article précise que le Special Collection Service, le service de renseignement conjoint de la NSA et de la Central Intelligence Agency (CIA) (88 sites en 1988, 65 en 2002, 80 en 2010), disposait de deux sites en Italie, à Rome et Milan[184]. Par ailleurs, selon un document de septembre 2010, la NSA a espionné l'ambassade italienne à Washington, à l'aide de deux différents dispositifs d'espionnage électronique : « Lifesaver » pour la copie intégrale des disques durs, « Highlands » pour la récupération d'informations depuis des chevaux de Troie[184].
- Le 9 décembre 2013, le New York Times, The Guardian et ProPublica révèlent que la National Security Agency a collaboré avec le Government Communications Headquarters (GCHQ) afin de surveiller les communications au sein des plates-formes de jeux en ligne World of Warcraft et Xbox Live[186].
- Le 9 décembre 2013, la Société Radio-Canada (CBC) dévoile l'étendue de la coopération entre la NSA et l'agence de renseignements canadienne (CSTC)[187],[188]. Une note confidentielle datée du 3 avril 2013 révèle que le Canada, qui a formé une alliance avec les États-Unis durant la seconde Guerre mondiale en matière de renseignements, a signé un accord formel « CANUSA » en 1946 et accord plus étendu d'échange d'information en 1986[188]. Cette note révèle également que le Canada a mis en place et exploite des postes d'espionnage dans une vingtaine de pays à la demande de la NSA, que du personnel du CSTC est stationné en permanence dans une installation de la NSA dans le Maryland et qu'une forte collaboration est en place entre les deux agences en termes de technologie de chiffrement, d'équipements et de projets[188].
- Le 10 décembre 2013, le Washington Post révèle que les cookies utilisés par les entreprises pour suivre les utilisateurs et cibler leur publicité sont également une source d'information pour la NSA et ses partenaires[189],[190]. Une diapositive dévoilée suggère que le GCHQ a utilisé un cookie spécifique de Google appelé « PREFID » pour identifier des cibles et réaliser des cyberattaques[189],[190]. Une autre présentation montre que la NSA fait un usage important de l'information produite à des fins publicitaires ; l'application HAPPYFOOT permet ainsi d'intercepter le trafic des applications mobiles pour géolocaliser un téléphone[189],[190].
- Le 11 décembre 2013, le groupe de télévision suédois Sveriges Television révèle que l'agence suédoise de renseignement électronique (FRA) a engagé des cyberopérations offensives secrètes avec l'aide de la NSA et du GCHQ, et a accès à XKeyscore[191],[192]
- Le 13 décembre 2013, le Washington Post révèle que la NSA peut écouter les conversations téléphoniques de GSM[193],[194]. Le journal publie un document secret de la NSA qui prouve que les services secrets américains sont capables de lire à la volée toutes les communications GSM (2G), alors que celles-ci sont chiffrées entre le terminal et la station de base[193]. La faiblesse de l'algorithme A5/1 est connue depuis de nombreuses années[193].
- Le 17 décembre 2013, le quotidien norvégien Dagbladet révèle que le service de renseignement extérieur norvégien (Etterretningstjenesten – FET) collabore avec la NSA pour recueillir ou échanger du renseignement liées aux activités russes. Un document de la NSA, en date du 17 avril 2013, dévoile que ce service norvégien fournit à la NSA du renseignement sur la péninsule de Kola, et plus généralement sur la politique de la Russie, ses ressources naturelles et sa politique énergétique[195].
- Le 18 décembre 2013, le quotidien Dagbladet dévoile les étapes clés de la collaboration entre la NSA et le service de renseignement extérieur norvégien (Etterretningstjenesten – FET)[196].
- Le 20 décembre 2013, le New York Times, The Guardian et Der Spiegel dévoilent, après une analyse conjointe, une liste de cibles de la NSA et du GCHQGovernment Communications Headquarters entre 2008 et 2011[197],[198],[199],[200]. Les articles décrivent une opération de grande ampleur avec un millier d'organisations et de personnes visées dans plus de 60 pays[197],[198],[199]. La surveillance impliquait l'interception d'appels téléphoniques, d'e-mails et de SMS[197],[198],[199]. Parmi les organisations ciblées, figurent le groupe pétrolier Total, le groupe Thales, l'ONG Médecins du monde, le gouvernement allemand et des agences des Nations unies : Organisation mondiale de la santé (OMS), le Fonds des Nations unies pour l'enfance (Unicef), le Programme des Nations unies pour le développement (PNUD) et l'Institut des Nations unies pour la recherche sur le désarmement (UNIDIR)[197],[198],[199]. Parmi les personnalités visées figurent le commissaire européen à la concurrence Joaquin Almunia chargé d'examiner les situations monopolistiques comme Google ou Microsoft, le premier ministre israélien Ehoud Olmert et son ministre de la Défense Ehoud Barak en 2009, et un ambassadeur français[197],[198],[199].

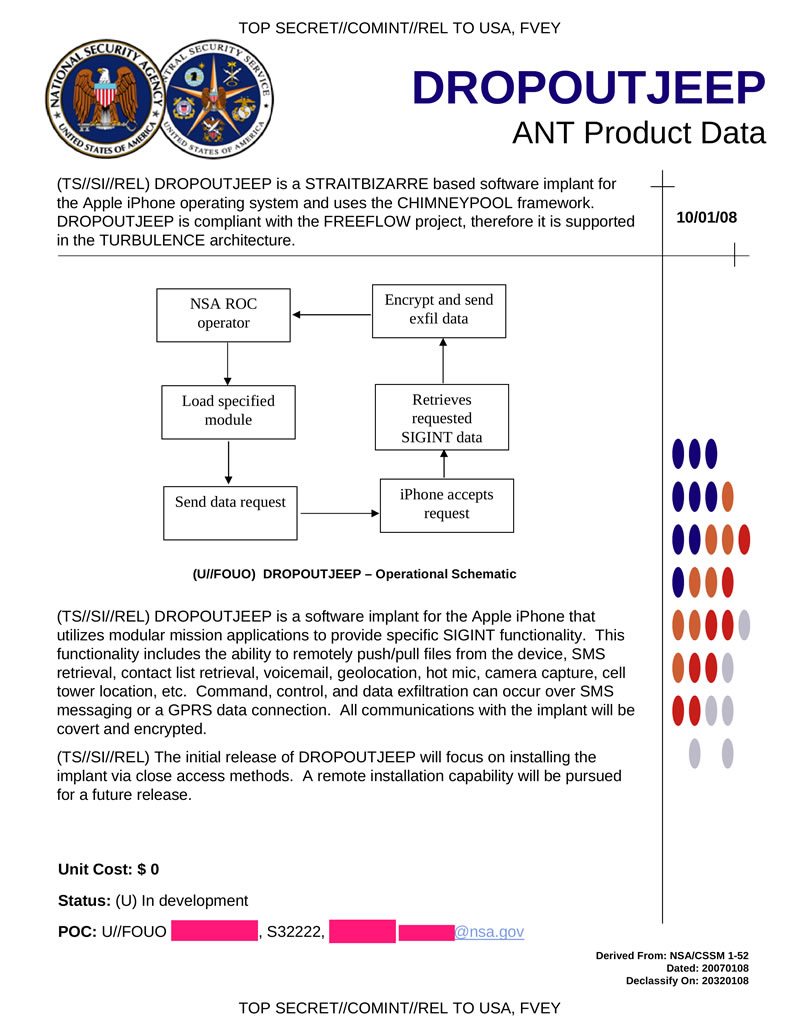
Fiche du produit « DROPOUTJEEP » de l'unité ANT permettant l'espionnage des iPhones, extraite du catalogue de l'unité ANT en 2008, révélé par le Der Spiegel le 29 décembre 2013

- Le 29 décembre 2013, le magazine Der Spiegel dévoile de nouvelles informations sur l'unité spéciale Tailored Access Operations (TAO) de la NSA, créée en 1997 et spécialisée dans le cyber-espionnage[201],[202],[203]. Au milieu des années 2000, cette équipe a réussi à avoir accès à 258 cibles dans 89 pays ; en 2010, elle a mené 279 opérations dans le monde entier[201]. Cette équipe a notamment mis en œuvre des opérations de cyber-espionnage contre des cibles au Moyen-Orient, à Cuba, au Venezuela et en Colombie[201], mais aussi contre le Secrétariat de la Sécurité publique du Mexique[202]. Un document top-secret daté du 13 février 2013 révèle que cette équipe a infiltré un site internet du consortium (créé par 16 opérateurs dont Orange) gestionnaire du câble sous-marin de télécommunications en fibres optiques SEA-ME-WE 4 qui relie l'Asie et l'Océanie à l'Europe en passant par le Moyen-Orient et ainsi accéder à une partie de la cartographie confidentielle[203]. Les équipes TAO ont vu leur effectif croître sensiblement au fil du temps, passant de 60 en 2008 à plus de 250 en 2015[204].
- Le 29 décembre 2013, le magazine Der Spiegel dévoile également, dans un second article, un catalogue interne de 50 pages de l'unité ANT (catalogue ANT) de la NSA qui décrit de nombreuses techniques et outils que l'agence utilise pour compromettre les systèmes en 2008[204]. Sont notamment cités des logiciels espion comme « FEEDTROUGH », qui infecte le matériel Juniper et permet à la NSA d'installer d'autres programmes indépendamment des mises à jour logicielles, ou d'autres qui mettent en cause les BIOS du matériel fourni par Western Digital, Seagate, Maxtor et Samsung. Le catalogue semble indiquer qu'aucune de ces entreprises ne fournit volontairement un accès dérobé à son matériel, mais qu'au contraire la NSA tire parti de failles de sécurité qu'elle garde secrètes, et développe en permanence de nouveaux outils pour chaque matériel.

### 2014

#### Janvier
- Le 2 janvier 2014, le Washington Post révèle que la NSA cherche à construire un calculateur quantique capable de craquer tout chiffrement permettant de protéger tout secret bancaire, médical, industriel ou gouvernemental à travers le monde[205],[206]. Selon le journal, la NSA semble se considérer comme au coude à coude avec les laboratoires d'informatique quantique parrainés par l'Union européenne et le gouvernement suisse, avec des progrès constants en termes de cryptographie quantique mais peu d'espoir d'une percée immédiate[205],[207].
- Le 14 janvier 2014, le New York Times révèle que la NSA peut pénétrer des ordinateurs qui ne sont pas connectés à internet[208],[209],[210],[211]. Cet espionnage est réalisé grâce à un système d’ondes radio chiffrées émettant sur une longueur d'onde confidentielle, et pouvant ainsi fonctionner même lorsque l'ordinateur n'est pas connecté au réseau[208],[209]. La station de réception, une « station de terrain » portable, qui tient dans une valise, permet de récupérer les données si elle est dans un rayon de 12 kilomètres maximum[212]. L'installation de la connexion radio est obligatoirement physique, que ce soit par un espion, le fabricant de l'appareil ou un utilisateur trompé sur le produit[208],[213]. Le programme au nom de code « Quantum », avec plus de 100 000 logiciels espions déployés, est utilisé pour pénétrer des réseaux militaires russes ou chinois, ceux de la police et des cartels de la drogue au Mexique, des institutions européennes chargées des échanges commerciaux ou de quelques partenaires des États-Unis dans la lutte contre le terrorisme (Inde, Pakistan, Arabie saoudite)[208],[209]. L'article précise également que les États-Unis disposent de deux centres de données en Chine — peut être à travers des sociétés écrans — depuis lesquels ils peuvent injecter des logiciels espions sur les ordinateurs[208].
- Le 16 janvier 2014, The Guardian et la chaîne de télévision britannique Channel 4 révèle que la NSA a récupéré près de 200 millions de SMS par jour dans le monde, de manière non ciblée, pour en extraire du renseignement[214],[215],[216],[217]. Une présentation de la NSA d'avril 2011 indique que la base de données Dishfire recueille les SMS tous les jours, puis ils sont examinés pour en extraire des fiches contacts (VCard), des informations financières (transactions par carte bancaire, messages d'information sur les comptes bancaires, virements), informations de géolocalisation, informations lié au téléphone ou aux appels[214],[215]. De plus, le GCHQ a aussi accès à cette base de données[216].
- Le 19 janvier 2014, le Spiegel confirme que l'Allemagne de l'Ouest a été une cible de l'espionnage américain entre 1946 et 1967[218],[219]. Un document de la NSA datant de 2011 précise que les opérations et interceptions de NSA, organisées depuis les ambassades et consulats des États-Unis, ont été jugées suffisamment sensibles pour qu'elles soient classifiées pendant 75 ans[218],[219].

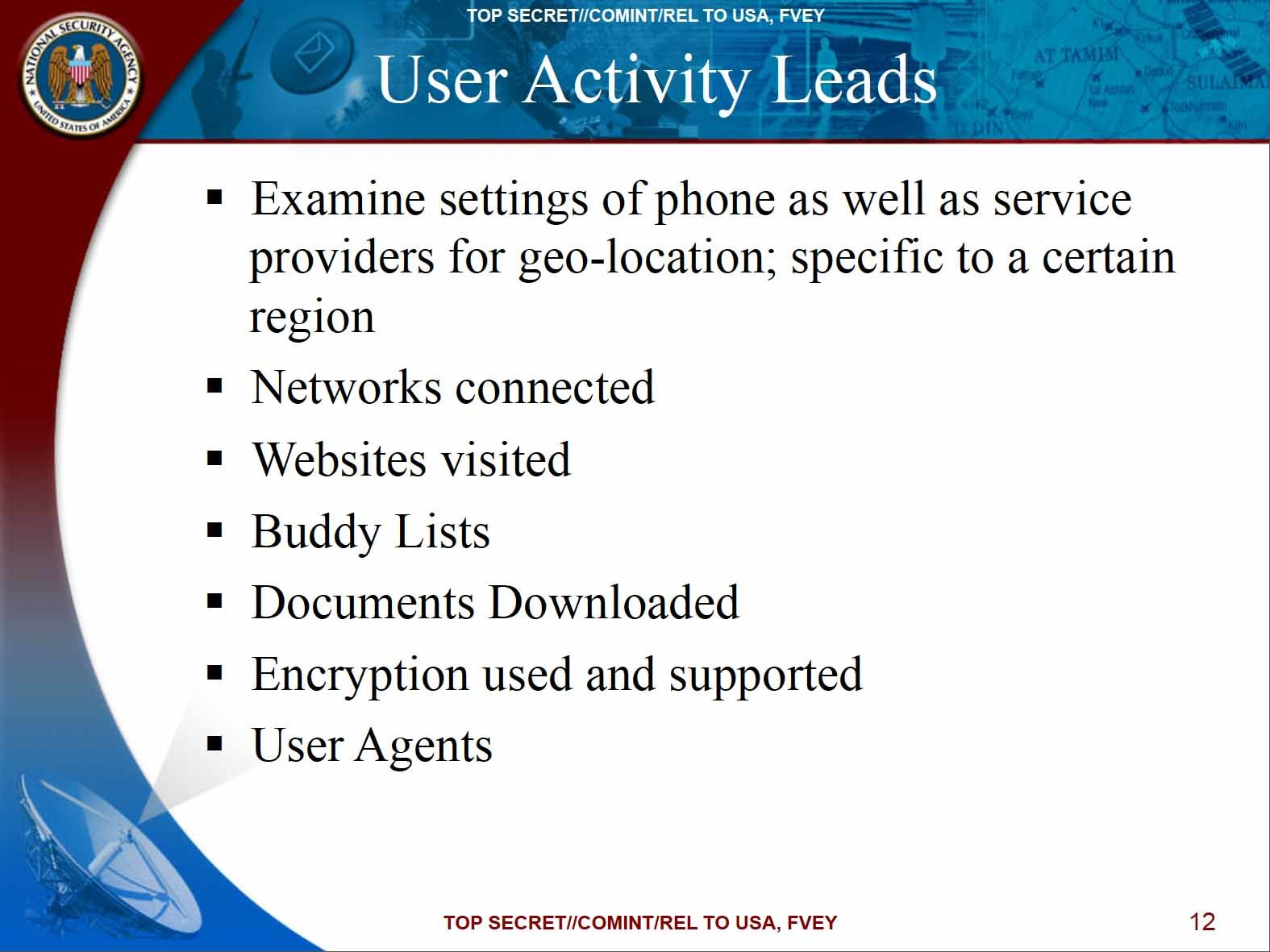
Document classé Top-secret de la NSA en 2010 décrivant l'extension de la surveillance des smartphones, révélé par le New York Times le 27 janvier 2013

- Le 27 janvier 2014, le New York Times, The Guardian et Pro Publica révèlent que la NSA et le GCHQ interceptaient le flux des applications installées sur les smartphones, afin de capter de nombreuses informations personnelles[220],[221],[222],[223]. Ces services de renseignement ont ainsi utilisé des données provenant notamment du jeu Angry Birds (téléchargé plus de 1,7 milliard de fois depuis son lancement) ou de l'application de cartographie Google Maps[223]. The Guardian précise que les nombreuses données personnelles disponibles pour de multiples applications, couplé avec la géolocalisation en temps réel et la capacité à identifier de manière unique le téléphone, permettent une surveillance beaucoup plus complète que les cookies internet classiques[221]. La NSA aurait ainsi dépensé, en cumulé, plus de 1 milliard de dollars sur ces projets[221].
- Le 27 janvier 2014, NBC News révèle le GCHQ était en mesure de surveiller l'activité des utilisateurs, en temps réel sur les sites de médias sociaux populaires tels que YouTube, Facebook, Twitter et Blogger, à l'aide d'un programme appelé « Squeaky Dolphin »[224].
- Le 30 janvier 2014, le journal danois Dagbladet Information en collaboration avec The Huffington Post révèle que la NSA a espionné les participants de la Conférence de Copenhague de 2009 sur le climat, et en particulier le Danemark, afin d'aider les États-Unis à renforcer leurs positions dans les négociations[225],[226].
- Le même jour, la chaîne publique canadienne CBC révèle que le Centre de la sécurité des télécommunications du Canada (CSTC) a utilisé les données collectées à partir des services d'accès publics sans fil à Internet dans les aéroports canadiens à travers le pays, pour rassembler des informations sur les voyageurs et suivre leurs déplacements. Cette révélation de la surveillance des voyageurs, Canadiens compris, entrerait en contradiction avec les déclarations du chef du renseignement canadien, lequel niait en 2013 que le CSTC espionnait les Canadiens : « Protéger la vie privée des Canadiens est notre principe le plus important », avait-il déclaré. Selon les documents mis en ligne[227], le CSTC aurait conduit ces opérations à la demande de la NSA[228],[229].

#### Février
- Le 4 février 2014, le journal allemand Süddeutsche Zeitung et la chaîne de télévision publique Norddeutscher Rundfunk (NDR) révèlent que la NSA a espionné à partir de 2002 le chancelier allemand Gerhard Schröder[230],[231],[232],[233]. La NDR précise que cette date, qui correspond au début de son deuxième mandat, est aussi celle où il s'est opposé à une intervention de son pays en Irak[231],[233].
- Le 4 février 2014, la chaîne américaine NBC News révèle que le GCHQ a mené plusieurs cyberattaques et lancé des opérations de surveillance de membres des Anonymous, de LulzSec, de la cyberarmée syrienne et d'autres groupes de hackers[234],[235],[236],[237]. Les documents fournis par Edward Snowden, destinés à une réunion interne de la NSA en 2012, dévoilent l'existence d'une équipe nommée « Joint Threat Research Intelligence Group » (JTRIG) au sein du GCHQ[236],[237]. Cette équipe a lancé des attaques de déni de service (DDoS) sur plusieurs services de communication en ligne en vue de déstabiliser ces groupes d'« hacktivistes », ce qui selon la NBC, constituerait une des premières preuves certaines d'un tel type d'attaque effectué par un gouvernement occidental[236],[237].
- Le 7 février 2014, la chaîne américaine NBC News poursuit ses révélations sur l'équipe JTRIG du GCHQ[238]. Les deux présentations publiées, datant de 2010 et de 2012, montrent un éventail de techniques offensives utilisées pour discréditer, perturber et piéger ses objectifs (entreprises, agents d'autres services, pirates, terroristes présumés, marchands d'armes et autres criminels)[238].
- Le 10 février 2014, le nouveau magazine en ligne d'investigation The Intercept créé par Glenn Greenwald, Laura Poitras et Jeremy Scahill, dévoile que la NSA utilise la géolocalisation des téléphones portables pour déterminer la position de personnes qui sont ensuite visées par une frappe de drones[239],[240],[241],[242]. Plus précisément, les différents documents publiés montrent que l'analyse des métadonnées et le suivi du téléphone sont les principaux moyens utilisés pour la géolocalisation, plutôt que le renseignement humain[239]. Un ancien opérateur de drone explique comment les mesures prises pour échapper à la surveillance téléphonique de la NSA (comme le partage de cartes SIM entre collègues, amis et membres de la famille) ont conduit à la mort certaine d'innocents[239].
- Le 15 février 2014, le New York Times révèle que le service de renseignement électronique australien (ASD) a espionné un cabinet d'avocats américains et a proposé à la NSA de partager les informations obtenues[243]. Selon le journal qui cite un document – non publié – de février 2013, le gouvernement indonésien avait engagé ce cabinet d'avocats – qui pourrait être Mayer Brown à Chicago – afin de l'aider dans le cadre de négociations commerciales avec les États-Unis[243]. La note précise ensuite que l'agence australienne a poursuivi son espionnage, ce qui a permis de fournir des renseignements très utiles aux « clients » américains intéressés[243]. Dans un autre document non publié de 2004, il est précisé que le Département de l'Agriculture des États-Unis s'appuie régulièrement sur les services de renseignement américains afin de soutenir ses négociations[243].
- Le 18 février 2014, The Intercept dévoile la surveillance secrète et les tactiques de pression visant WikiLeaks et ses partisans, mis en place par la NSA et le GCHQ[244],[245]. The Intercept indique également que la NSA s'est également intéressée au site de partage de fichiers The Pirate Bay ainsi qu'à des collectifs d'« hacktivistes » tels que les Anonymous.
- Le 24 février 2014, The Intercept détaille différents moyens utilisés par le GCHQ pour engager sur internet des opérations clandestines de manipulation mentale, notamment a priori à destination des « hacktivistes »[246].
- Le 27 février 2014, The Guardian révèle que le GCHQ a intercepté les images des « webcams » de millions d'utilisateurs de Yahoo à l'échelle mondiale[247],[248],[249],[250]. Le programme Optic Nerve (« nerf optique »), qui a été lancé en phase de tests en 2008 par le GCHQ et était toujours actif en 2012, intercepte les images en masse directement sur les câbles internet par lesquels transite l'essentiel des informations sur Internet[247],[248]. Sur une période de six mois en 2008, le programme avait ainsi collecté et enregistré dans les bases de données de l'agence les images de 1,8 million d'utilisateurs[247]. The Guardian rapporte que l'agence estime qu'entre 3 et 11 pour cent des images recueillies montraient des personnes partiellement ou entièrement dénudées[247].Ce programme a été utilisé pour des expériences de reconnaissance faciale automatique, en vue de surveiller les « objectifs existants » du GCHQ et de découvrir de nouvelles « cibles d'intérêt »[247]. Ces données étaient ensuite traitées et enregistrées par un système fourni par la NSA, et les informations de webcam étaient utilisées dans l'outil XKeyscore de l'agence américaine[247],[249]. Yahoo a vivement réagi à ces informations en dénonçant « un niveau inédit d'atteinte à la vie privée de [ses] utilisateurs qui est totalement inacceptable »[247],[248].

#### Mars
- Le 5 mars 2014, le quotidien néerlandais NRC Handelsblad publie de nouvelles révélations sur les relations entre la NSA et le National Sigint Organisation in the Netherlands (NSO), une alliance entre les deux services de renseignements néerlandais (AIVD et MIVD)[251]. Les services des deux pays partagent les télécommunications interceptées depuis 2006, notamment dans le cadre d'opérations militaires en Afghanistan ou plus récemment pour lutte contre la piraterie au large de la Somalie[251]. Le journal rappelle qu'en février 2014, le ministre des Affaires étrangères néerlandais Ronald Plasterk et le ministre de la Défense Jeanine Hennis-Plasschaert, ont indiqué que les 1,8 million d'appels, qui apparaissaient dans les graphiques de XKeyscore pour les Pays-Bas, correspondaient à des communications téléphoniques interceptées par les services néerlandais, puis partagées avec la NSA[251]. Par ailleurs, selon le journal, il est probable que les interceptions de communications en Somalie par les services néerlandais soient également utilisées pour soutenir les frappes de drones américains dans ce pays[251].
- Le 7 mars 2014, The Intercept dévoile des extraits de Ask Zelda!, une chronique qui est régulièrement publiée sur NSANet, l'intranet de la NSA[252],[253]. Cette chronique, publiée anonymement par un manager de la NSA depuis 2010, traite en général des conditions de travail en interne et a notamment évoqué les préoccupations de certains salariés de la NSA sur la surveillance opérée à l'encontre sur leur lieu de travail[252].
- Le 11 mars 2014, le New York Times dévoile comment la cour fédérale américaine FISA a développé une doctrine secrète permettant la surveillance globale[254]. Le journal publie également une présentation attribuée à la NSA qui répertorie les étapes de publication des règles de surveillance (Foreign Intelligence Surveillance Act, Executive Order 12333, Patriot Act, etc.) pendant près de quatre décennies[255]. Une série de documents retrace mise comment la Cour FISA a permis la mise en place d'un environnement plus permissif pour les agences de renseignement des États-Unis à partir de 2001[254]. En 2002, une ordonnance portant le nom de Raw Take (no 02-431), non divulguée au préalable, a facilité le partage des informations d'identification des Américains entre les organismes gouvernementaux américains, dans une moindre mesure, avec les gouvernements étrangers[254].

Les différents formats de carte SIM.

- Le 12 mars 2014, The Intercept révèle que la NSA a déployé une infrastructure avec le nom de code TURBINE (en) qui lui permet de pirater secrètement en masse les ordinateurs, à une très large échelle avec potentiellement des millions d’ordinateurs dotés d’implants[256],[257],[258],[259].

- Le 13 mars 2014, The Intercept publie de nouvelles informations sur les accords de partenariat de la NSA avec des services de renseignements étrangers en dehors de l'alliance anglophone des Five Eyes[260]. La note de la NSA, en date du 15 septembre 2009 que ces partenariats sont en grande partie imperméables à tout changement de gouvernement élu dans les pays concernés pour la simple raison que seuls « quelques hauts fonctionnaires en dehors de leurs « appareils de défense » sont au courant de l'existence de ces relations »[260].
- Le 18 mars 2014, The Washington Post indique que la NSA a un programme d'interception massive d'écoute téléphonique baptisée MYSTIC[261],[262]. Ce programme, testé depuis 2009, a été utilisé pour intercepter et stocker les conversations téléphoniques d'un pays entier. Ce programme est secondé par un second, Retro, utilisé pour fouiller dans ces données et remonter le fil des précédentes conversations[261].
- Le 20 mars 2014, Le Monde dévoile, d'après des documents issus du GCHQ britannique, que la DGSE et Orange collaborent activement afin d'améliorer les capacités d'interception sur les réseaux de communication français. Ils collaborent également à casser le chiffrement des données qui transitent sur ces réseaux[263]. La DGSE aurait ainsi accès, sans autorisation, à l'ensemble des données des clients d'Orange.
- Le 20 mars 2014 également, The Intercept dévoile la stratégie de la NSA ciblant les administrateurs de systèmes informatiques en vue d'accéder aux réseaux[264]. Le journal précise que le processus de ciblage consiste à identifier les comptes des adresses emails ou de médias sociaux personnels d'un informaticien d'une organisation, puis à tenter de compromettre leur poste de travail avec une attaque « Quantum »[264]. Le journal indique également qu'un collaborateur de la NSA avait proposé en 2012 de créer et d'alimenter progressivement une base de données recensant les « administrateurs informatiques » identifiés pour chaque organisation, afin de pouvoir exploiter ces contacts si l'organisation devenait une cible[264].
- Le 21 mars 2014, Le Monde fait état des recherches opérées par le CSEC canadien afin de déterminer l'origine de l'espionnage dont certains services canadiens auraient fait l'objet. Le CSEC a de forts soupçons sur la France et indique que le programme d'espionnage porte le nom de Babar[265].
- Le 22 mars 2014, le New York Times et Der Spiegel révèlent l'opération Shotgiant de la NSA, qui vise à créer des portes dérobées dans les équipements de Huawei Technologies, collecter des informations sur le fonctionnement interne, le code source des logiciels, la liste des clients et surveiller les échanges d'emails de ce géant mondial des télécommunications[266],[267].
- Le 29 mars 2014, Der Spiegel et The Intercept dévoilent que la cour fédérale FISA a autorisé la NSA à surveiller les communications « pertinentes » de l'Allemagne et que les ordonnances similaires ont été émises pour la Chine, le Mexique, le Japon, le Venezuela, le Yémen, le Brésil, le Soudan, le Guatemala, la Bosnie et la Russie[268],[269]. Un document non daté de 26 pages du GCHQ montre que l'agence britannique a piraté les communications d'au moins trois entreprises allemandes de télécommunications par satellite (Stellar, Cetel et IABG (en)), leurs employés et leurs clients, qui incluent le ministre allemand de la Défense, des entreprises aérospatiales européennes et le service diplomatique d'un pays d'Europe du Nord[268]. En outre, selon une présentation de 2009, Angela Merkel faisait partie des 122 leaders internationaux dont les communications interceptées ont été stockées dans une base de données de la NSA appelée « Target Knowledge Base »[268].

#### Avril
- Le 4 avril 2014, The Intercept dévoile une présentation préparée par la division JTRIG (Joint Threat Research Intelligence Group) du GCHQ en 2010, qui indique clairement la volonté de l'agence britannique d'utiliser les médias sociaux pour diffuser subrepticement des points de vue servants les intérêts gouvernementaux ou diffuser des informations fausses ou dommageables sur les cibles[270].
- Le 26 avril 2014, le journal Dagbladet révèle que le service de renseignement norvégien (Etterretningstjenesten) a acheté un superordinateur pour améliorer les capacités de l'agence pour analyser les volumes sans cesse croissants d'information recueillie[271]. Ce superordinateur, au nom de code « Steelwinter », serait dérivé du modèle « Windsor Blue » d'IBM[271].
- Le 30 avril 2014, The Intercept rapporte que l'accès aux volumes considérables d'informations récoltées par la NSA dans le cadre de l'article 702 de la loi FISA de 2008 est un objectif de longue date de l'agence britannique (GCHQ)[272],[273]. Le journal indique également qu'une centaine d'agents du GCHQ ont obtenu un accès à PRISM et d'autres outils de la NSA comme GHOSTMACHINE durant les Jeux olympiques de Londres en 2012 dans le cadre de l'opération « Olympic Options » qui visait à identifier d'éventuelles menaces terroristes[272].

#### Mai
- Le 8 mai 2014, Le Monde rend publics les noms de certaines personnes et organismes qui ont été surveillés durant un mois en 2013 par la NSA[274]. Ont ainsi été surveillés Jejomar Binay, vice-président philippin, et Mar Roxas, ministre de l’Intérieur des Philippines ; la Ensenada Resort, à Tela, au Honduras ; le Centre international de physique théorique ; l'entreprise de télécommunications du Moyen-Orient, Saudi Telecom Company ; la société pakistanaise spécialisée en sécurité informatique Tranchulas[274].
- Le 12 mai 2014, Glenn Greenwald publie dans The Guardian un extrait de son livre No place to hide publié le 13 mai 2014[275],[276],[277]. Celui-ci révèle que d'après un document interne de 2010, la NSA a modifié des routeurs, serveurs et autres périphériques réseau américains avant qu'ils soient envoyés à des clients étrangers, ceci afin d'y introduire des portes dérobées[275]. Dans son livre, Glenn Greenwald publie la photo d'employés de la NSA utilisant un sèche-cheveux pour décoller le sceau d'un colis de Cisco Systems, afin de pouvoir remballer les appareils, après modification, avec le même conditionnement qu’à la sortie d’usine[276],[278].
- Le 13 mai 2014, Glenn Greenwald publie de nouvelles révélations dans son livre No place to hide et met le même jour à disposition sur son site internet personnel 108 pages issues des archives d'Edward Snowden, incluant plusieurs dizaines de nouveaux documents[279].

- Le 19 mai 2014, The Intercept poursuit ses révélations sur le programme de surveillance MYSTIC des métadonnées voire des conversations téléphoniques à l'échelle d'un pays[280]. Un programme, identifié sous le nom de code SOMALGET permet à la NSA d'intercepter, d'enregistrer et d'archiver pour une durée de trente jours l'ensemble des conversations téléphoniques du réseau mobile des Bahamas, ainsi que l'ensemble des métadonnées de ces appels[280]. Ce programme qui est un sous-ensemble du programme MYSTIC est mis en œuvre localement grâce au support sur place de l'agence fédérale américaine de lutte contre les stupéfiants (DEA)[280]. Ce programme, qui est également utilisé dans un autre pays dont le nom n'est pas dévoilé, traite quotidiennement plus de 100 millions « d'informations téléphoniques » par jour[280]. Par ailleurs, le journal indique que la NSA récupère des conversations téléphoniques, SMS et métadonnées téléphoniques des Philippines grâce à des équipements sur place de l'agence de renseignement électronique australienne (ASD). La NSA récupère aussi des métadonnées téléphoniques du Kenya et du Mexique grâce au support du service de renseignement extérieur américain (CIA)[280].
- Le 23 mai 2014, WikiLeaks indique que le deuxième pays pour lequel l'ensemble des conversations téléphoniques sont interceptées dans le cadre du programme MYSTIC, et dont le nom n'avait pas été révélé par The Intercept, est l'Afghanistan[281].
- Le 31 mai 2014, le New York Times révèle que la NSA collecte chaque jour des "millions" d'images en ligne afin de développer ses capacités de reconnaissance faciale[282]. Selon le journal, des documents de 2011 montrent que la NSA a recueilli « des millions d'images par jour », dont environ 55 000 avec le niveau de « qualité requis pour la reconnaissance faciale », en vue de croiser les données issues des différentes bases de données de la NSA en utilisant uniquement une image du visage comme élément d'identification[282].

#### Juin
- Le 3 juin 2014, le journaliste Duncan Campbell révèle dans le magazine britannique The Register la localisation de bases de surveillance du GCHQ au Moyen-Orient et le nom des principaux opérateurs de télécommunications (Vodafone cable et British Telecom) partenaires de l'agence britannique de surveillance électronique dans le cadre du projet Tempora[283].
- Le 15 juin 2014, Der Spiegel détaille comment la NSA a transformé l'Allemagne en sa plus importante base d'opérations en Europe[284],[285],[286],[287],[288]. Le journal publie également 53 documents d'Edward Snowden sur son site internet[289].
- Le 18 juin 2014, The Intercept en collaboration avec le journal danois Dagblanet révèle que d'énormes volumes de données (emails, appels téléphoniques et conversations) sont interceptés par la NSA avec la coopération secrète d'un nombre de pays plus important que précédemment connu, sous le nom de code de programme RAMPART-A[290],[291].
- Le 30 juin 2014, The Washington Post dévoile la liste des 193 pays et des organisations internationales que la NSA est autorisée à surveiller[292]. Un document top-secret de la FISA Court en 2010, publié par le journal, liste notamment les Nations unies, l'Union européenne, la Banque centrale européenne, la Banque européenne pour la reconstruction et le développement, le Fonds monétaire international, la Banque mondiale, l'Union africaine ou bien encore l'Agence internationale de l'énergie atomique comme cibles potentielles pour des activités de renseignement[292].

#### Juillet
- Le 3 juillet 2014, le site web tagesschau.de du groupe audiovisuel public allemand ARD indique qu'après analyse du code source de XKeyscore par Lena Kampf, Jacob Appelbaum et John Goetz, il apparait que la NSA considère comme « extrémiste » potentiel toute personne, excepté les personnes américaines, britanniques, canadiennes, australiennes et néo-zélandaises, qui s'est intéressée au réseau Tor ou à la distribution Linux Tails, même sans les avoir installés. Il en est de même lorsqu'on se connecte au site du Linux Journal[293]. Ainsi, le site officiel de Tor est observé ainsi que les serveurs racines de Tor et les connexions vers bridges.torproject.org. Par ailleurs, XKeyscore semble capable de lire l'ensemble du contenu des emails envoyés à bridges@torproject.org et pas uniquement les métadonnées[294],[295].
- Le 5 juillet 2014, The Washington Post confirme qu'une vaste quantité de communications interceptées par la NSA concernaient très majoritairement des internautes ordinaires, Américains compris, au lieu de ressortissants étrangers surveillés avec l'accord de la justice[296],[297],[298]. Le journal publie les résultats d'une enquête de quatre mois portant sur l'examen d'un échantillon d'environ 160 000 « messages » liés à plus de 11 000 comptes en ligne et collectés par la NSA entre 2009 et 2012, dont 121 134 messages instantanés, 22 111 emails, 7 892 documents stockés en ligne, 4 533 messages de sources diverses et notamment d'IRC, 3 856 messages issus des réseaux sociaux et 565 enregistrements de communications vidéos ou audios[296].
- Le 9 juillet 2014, The Intercept donne le nom et décrit cinq citoyens américains qui ont été espionnés sans justification par la NSA via leurs communications électroniques. Ces personnes auraient été placées sous surveillance sur indication du FBI. Il s'agit de :
  - Faisal Gill, militant républicain, candidat à un siège au Parlement de Virginie et qui a travaillé, doté d'une habilitation top secret, au département de la sécurité intérieure durant l'administration Bush ;
  - de Asim Ghafoor, un avocat reconnu qui a défendu des clients dans des affaires liées au terrorisme ;
  - de Hooshang Amirahmadi, un professeur irano-américain en relations internationales à l'université Rutgers ;
  - d’Agha Saeed, un ancien professeur en sciences politiques à l'université d'État de Californie qui défend les libertés civiles des musulmans et les droits des Palestiniens ;
  - Nihad Awad, directeur exécutif du Conseil des relations américano-islamiques (en) (CAIR), l'une des plus importantes associations de défense des droits civiques des musulmans du pays[299],[300].

L'association des avocats musulmans américains a immédiatement publié un communiqué de presse indiquant que la pire crainte des musulmans américains était réalité : le gouvernement a ciblé des Américains sur le seul argument de leur engagement religieux.
- Le 14 juillet 2014, The Intercept publie une liste de 138 outils informatiques utilisés par le GCHQ[302],[303],[304],[305]. Cette liste, hébergée sur le wiki interne de l'agence britannique, comprend globalement trois catégories d'outils : ceux qui permettent de récupérer des informations ; ceux qui sont utilisés pour amplifier ou au contraire atténuer des messages diffusés sur Internet ; et ceux dits « offensifs »[303]. La plupart de ces outils, créés par l'équipe JTRIG du GCHQ, ont été développés dans un premier temps pour répondre à des besoins spécifiques lors d’opérations, avant d’être remaniés afin de permettre une utilisation plus générale[305]. Certains programmes permettent la surveillance en temps réel des coups de fil passés par Skype (« Miniature Hero ») ou la récupération de photos privées sur Facebook (« Spring Bishop ») et d'autres de « changer l’issue des sondages en ligne » (« Underpass »)[303],[304].
- Le 23 juillet 2014, The Washington Post rappelle que les révélations d'Edward Snowden ont montré que le décret présidentiel américain no 12333 de 1981 est utilisé pour les activités de renseignement[306],[307].
- Le 25 juillet 2014, The Intercept dévoile le partenariat entre l'Arabie saoudite et la NSA[308]. Une note secrète publiée par le journal, indique que le royaume saoudien avait une relation « très limitée » avec la NSA depuis la fin de la Guerre du Golfe en 1991[308]. En décembre 2012, le Ministère de l'Intérieur du Royaume est devenu un partenaire de la NSA, cette dernière fournissant une assistance technique et de la formation[308]. Par ailleurs, une autre note de la NSA en 2007 citée par le journal, répertorie l'Arabie saoudite comme l'un des quatre États dans lesquels les États-Unis « a [un] intérêt dans la continuité de régime »[308].

#### Août
- Le 4 août 2014, The Intercept détaille la nature et l’intensité des relations entre les services de renseignement américains et leurs homologues israéliens, en particulier au Proche et Moyen-Orient[309],[310],[311],[312]. Le magazine en ligne dévoile ainsi que la coopération dans le domaine du renseignement entre les deux pays alliés remonte aux années 1960, d’abord de manière informelle, puis à partir de 1999 dans le cadre d’un accord-cadre secret[309],[311]. Dans une note datée du 13 avril 2013, la NSA se félicite par exemple de « la relation technique et analytique de grande envergure » qu'elle entretient avec l'agence israélienne de renseignement (Unité 8200)[309],[311]. Ce partenariat inclut l'accès aux signaux électroniques, l'interception de communications, le choix des cibles et l'analyse des données récupérées, des échanges ou locations d’équipements militaires, le partage des avancées technologiques ainsi que du financement[309],[311].
- Le 13 août 2014, le magazine américain Wired révèle l'existence du programme MonsterMind, à la suite d'une longue interview d'Edward Snowden par le journaliste James Bamford[313],[314]. Cet outil de cyberdéfense, en cours de développement par la NSA, serait capable de neutraliser, de manière instantanée et autonome, des cyberattaques (DDoS, malware) contre les États-Unis[314]. Cet outil pourrait aussi disposer d'une capacité de contre-attaques lancées « automatiquement sans intervention humaine »[314],[315]. Edward Snowden révèle également que TAO, l'unité de hackers de la NSA, serait responsable par erreur d'une « coupure » généralisée de l'internet syrien fin 2012, à la suite d'une tentative d'installation d'un logiciel malveillant sur un routeur de la dorsale internet en Syrie[316],[317].
- Le 15 août 2014, le magazine allemand spécialisé en informatique C't publié par la maison d'édition Heinz Heise (en) détaille le programme HACIENDA du GCHQ[318]. Le programme HACIENDA permet d'effectuer, à l'échelle d'un pays, un balayage de port des systèmes informatiques connectés à internet, en vue d'identifier des vulnérabilités qui pourraient être exploitées ultérieurement lors d'opérations d'espionnage ciblées[318]. En 2009, le GCHQ indiquait que cet outil avait scanné complètement vingt-sept pays et partiellement cinq autres[318]. La base de données issue des scans est diffusé aux autres agences de renseignement électronique des Five Eyes[318]. La veille, une partie des auteurs de l'article ont déposé, auprès de l'Internet Engineering Task Force (IETF), un nouveau projet de standard internet appelé « TCP Stealth », afin de contrer ce type de programme[319],[320].
- Le 25 août 2014, The Intercept révèle l'existence de ICREACH, un moteur de recherche similaire à Google qui permet d’effectuer des recherches dans les bases de données d’informations collectées par la NSA lors de communications électroniques ou téléphoniques[321],[322]. Ce programme, développé à partir de 2006 et mis en place fin 2007 permet d'accéder aux métadonnées (origine, destinataire, date, localisation, etc.) des communications (email, fax, conversations téléphoniques, sms, etc.) et non à leur contenu[321],[322]. En 2007, la NSA estimait que 850 milliards de métadonnées seraient accessibles immédiatement couvrant la période 1999-2007, dont 126 milliards provenant des métadonnées d'appels téléphoniques fournies par les 4 autres agences partenaires des Five Eyes[321]. D'après un mémo datant de 2010, ce moteur de recherche est accessible par un millier d'analystes au sein de 23 agences gouvernementales américaines du Renseignement[321].
- Le 31 août 2014, Der Spiegel et The Intercept révèlent que la Turquie est d’une part un partenaire de longue date des États-Unis notamment pour combattre les séparatistes kurdes et d’autre part qu’elle est espionnée à grande échelle par la NSA et le GCHQ[323],[324].

#### Septembre
- Le 5 septembre 2014, The Intercept révèle que la communauté du renseignement des États-Unis envisage d'avoir recours à l'espionnage industriel pour améliorer l'avantage concurrentiel des entreprises américaines[325],[326]. Le journal publie un document intitulé Quadrennial Intelligence Review Final Report – 2009, qui décrit les tactiques à mettre en œuvre par la communauté du renseignement américain pour les 10 à 15 prochaines années[325].
- Le 13 septembre 2014, le magazine Der Spiegel et The Intercept révèlent que la NSA et le GCHQ surveillent depuis plusieurs années les réseaux d'au moins cinq opérateurs télécom allemands (Deutsche Telekom, NetCologne (en), Stellar, Cetel et IABG (de))[327],[328]. Selon un article du Monde, cette révélation venant après celles ayant démontré la collaboration étroite et de longue date entre la NSA et les services secrets allemands, permet de penser que le piratage de ces infrastructures a été rendu possible par la complicité de ces derniers. D'autre part, les documents révélés par E. Snowden montrent que les informations ainsi collectées permettent d'alimenter un programme de la NSA baptisé « Treasure Map » (carte au trésor), une sorte de « Google Earth de l'Internet » qui permettrait de localiser « n'importe quel appareil, à n'importe quel endroit et à n'importe quel moment »[329]. Der Spiegel et The Intercept publient également un court-métrage de Katy Scoggin et Laura Poitras rapportant les réactions d'ingénieurs de l'opérateur Stellar, une fois confrontés aux preuves que leur entreprise — et eux-mêmes — ont été espionnés par le GCHQ[327],[328].
- Le 15 septembre 2014, The Intercept révèle que la Nouvelle-Zélande a mis en place son propre programme de collecte de masse pour les métadonnées[330],[331],[332]. Dans le cadre du programme « Speargun » qui devait être achevé mi-2013, la Nouvelle-Zélande a déployé des équipements d'accès sur les câbles et inséré des « sondes de métadonnées »[330]. La Nouvelle-Zélande a d'ailleurs modifié à cette date son cadre juridique encadrant les interceptions électroniques sur son sol[330]. Par ailleurs, Edward Snowden a confirmé que les communications de l'ensemble des pays membres des « Five Eyes » étaient accessibles via XKEYSCORE[332].

#### Octobre
- Le 11 octobre 2014, The Intercept révèle que la NSA a utilisé la tactique de la « subversion physique » en déployant des agents infiltrés dans des entreprises allemandes, chinoises, sud-coréennes et peut-être même américaines[333],[334]. Le journal dévoile également l'existence de « Sentry Eagle » (Aigle sentinelle), un terme générique utilisé par la NSA pour englober ses programmes les plus sensibles, visant à « protéger le cyberespace américain »[333].

#### Novembre
- Le 1er novembre 2014, le journal danois Dagbladet Information révèle que le service de renseignement électronique du gouvernement britannique (GCHQ) a espionné systématiquement les sommets internationaux sur le changement climatique[335],[336],[337]. Les documents montrent que le Premier ministre britannique et ses services étaient destinataires des renseignements, obtenus par piratage et interception de communications sur la dorsale internet[335],[336].
- Le 20 novembre 2014, le journal allemand Süddeutsche Zeitung, les groupes audiovisuels régionaux Norddeutscher Rundfunk (NRD) et Westdeutscher Rundfunk (WDR), ainsi que la chaîne de télévision britannique du service public Channel 4 détaillent le rôle de premier plan assuré par une division de l'opérateur de télécommunications Cable & Wireless dans les opérations secrètes d'écoute et d'interception des communications internet[338],[339],[340],[341]. Les médias soulignent l'implication entre 2007 et 2012 de cette division devenue Cable & Wireless Worldwide en 2010 puis acquise par Vodafone en 2012, qui a coopéré bien au-delà des besoins réglementaires[338],[341]. Les journaux indiquent que le GCHQ avait accès à 63 câbles sous-marins, dont 23 avec le support d'une division de Cable & Wireless, ces derniers fournissant 70 % du volume de données interceptées en 2009[338],[341].

#### Décembre

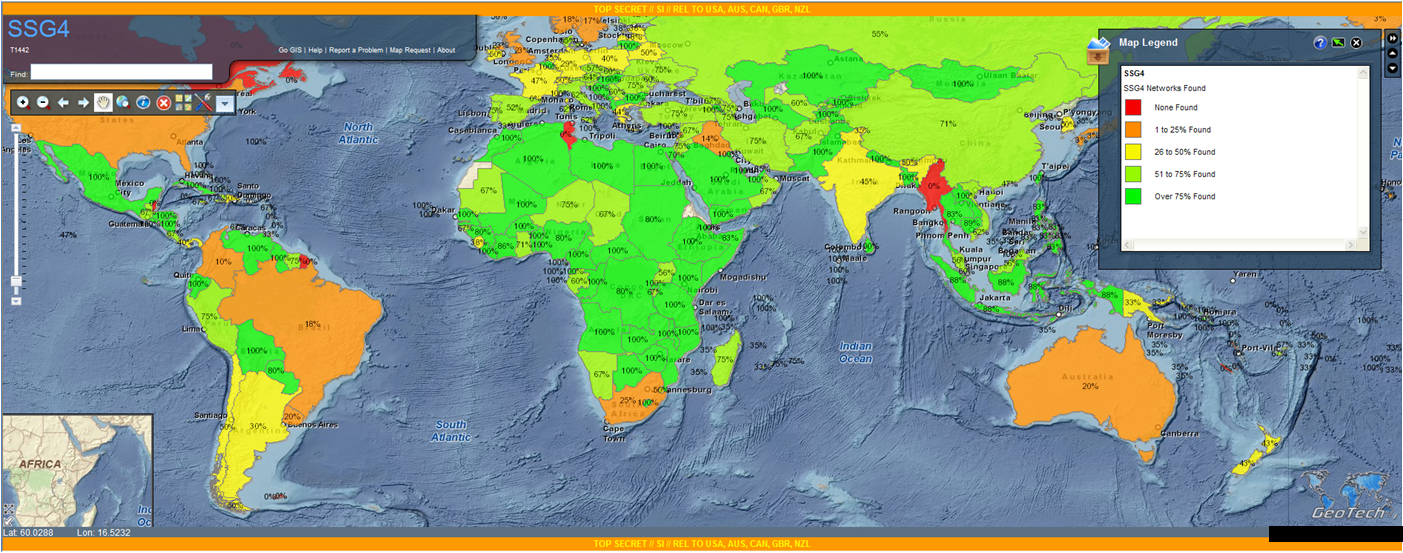
Couverture des réseaux de téléphonie mobile par le programme AuroraGold.

- Le 4 décembre 2014, The Intercept révèle l'existence du programme secret AuroraGold de la NSA, actif depuis 2010 au moins et destiné à la surveillance mondiale des réseaux de téléphonie mobile. Selon les documents fournis par Edward Snowden, il apparaît que des centaines d'opérateurs et d'organisations comme la GSM Association ont été espionnés par la NSA, dans le but de trouver des failles de sécurité à exploiter dans les systèmes de communication mobile, et d'en introduire secrètement de nouvelles si nécessaire. L'objectif du programme est d'étendre la surveillance et les capacités d'espionnage de la NSA sur le maximum de territoires, y compris ceux des États-Unis et de pays qui lui sont étroitement liés, comme le Royaume-Uni, l'Australie, la Nouvelle-Zélande, l'Allemagne et la France. Une carte classée Top Secret montre qu'en juin 2012, la « couverture réseau » de la NSA englobait quasiment tous les pays de chacun des continents[342],[343],[344].
- Le 13 décembre 2014, The Intercept, en collaboration avec le quotidien néerlandais NRC Handelsblad et le journal belge De Standaard, publie une longue enquête sur l’infiltration du réseau informatique de l'opérateur belge Belgacom par l'agence de surveillance électronique britannique (GCHQ) sous le nom de code « Operation Socialist »[345],[346],[347],[348]. En réaction à l'article du Standaard, le vice-Premier ministre et ministre de l’Agenda numérique Alexander De Croo a rappelé que le parquet fédéral belge mène actuellement une enquête approfondie relative à l’espionnage de Belgacom et qu'une « réponse appropriée devra suivre une fois l’enquête terminée »[349].
- Le 21 décembre 2014, le New York Times, ProPublica et l'émission américaine de reportage et d'investigation Frontline de la chaîne publique PBS publient une longue enquête sur les renseignements obtenus par les services secrets américains (NSA), britanniques (GCHQ) et indiens, durant les mois qui ont précédé les attaques de novembre 2008 à Bombay[350],[351],[352]. Les journalistes soulignent que « cette histoire cachée des attentats de Bombay révèle la vulnérabilité mais aussi les points forts de la surveillance et des interceptions informatiques comme armes de lutte contre le terrorisme », néanmoins « bien que l'écoute électronique donne souvent des données précieuses, des indices intéressants peuvent être omis si la technologie n'est pas contrôlée avec précision, si les renseignements glanés ne sont pas reliés à d'autres informations ou si l'analyse ne permet pas filtrer l'activité incriminée dans un océan de données numériques »[350],[351].
- Le 28 décembre 2014, dans le cadre d'une conférence du 31e Chaos Communication Congress à Hambourg, les journalistes Laura Poitras et Jacob Appelbaum ont présenté de nouveaux documents – également et simultanément publiés dans un article de Der Spiegel – qui indiquent les logiciels et outils qui posent des problèmes à la NSA pour contourner leurs protections[353],[354]. Ainsi, GNU Privacy Guard, OTR, les applications mobiles utilisant le protocole ZRTP comme RedPhone et Signal, TrueCrypt et Tor sont cités comme étant des logiciels ou des protocoles résistants aux tentatives d'interception de la NSA[355],[356],[357],[358]. À l'inverse, l'article indique que le protocole sécurisé HyperText Transfer Protocol Secure (HTTPS) présente plusieurs vulnérabilités, de sorte que la NSA tablait à la fin de 2012 sur le décryptage de 10 millions de connexions HTTPS. Des vulnérabilités semblent également exister dans le protocole et programme Secure Shell (SSH), puisque la NSA indique parvenir à décrypter quelquefois le contenu de communications SSH[353],[354]. La NSA a par ailleurs pénétré le réseau privé virtuel utilisé par le gouvernement grec[353],[354]. Pour mener à bien ces intrusions, la NSA utilise « tous les moyens disponibles », comme l'envoi d'agents infiltrés dans les réunions de travail de l'IETF afin d'influencer les décisions et affaiblir des standards de cryptographie[353],[354].
- Le 28 décembre 2014 également, Der Spiegel revient dans un second article sur la « Joint Prioritized Effects List » (JTEL), une liste recensant les cibles à viser dans le cadre de la guerre en Afghanistan[359] et déjà évoquée dans les « Journaux de la guerre afghane » rendue publique par WikiLeaks en 2010[356].
- Le 30 décembre 2014, le journaliste d'investigation Erich Möchel (de) dans le cadre d'une conférence au 31e Chaos Communication Congress à Hambourg révèle sur la base de documents d'Edward Snowden que la ville de Vienne (Autriche), qui concentre un nombre important de diplomates et d'institutions internationales, accueille trois stations importantes de la NSA[360],[361].

### 2015

#### Janvier
- Le 16 janvier 2015, The Guardian révèle qu'une note de prévision à cinq ans du « US National Intelligence Council (en) » publiée en 2009 et partagée avec le GCHQ, préconisait une augmentation de l'adoption des technologies de chiffrement, afin de défendre les organisations publiques et privées des cyberattaques initiées par des États et des criminels[362]. Cette note identifie la Russie, la Chine et les « cyber-criminels » comme les principales cyber-menaces[362]. The Guardian évoque une seconde note du GCHQ de 2008 adressée au Secrétaire d'État des Affaires étrangères et du Commonwealth, qui demande le renouvellement de l'autorisation légale fournie au GCHQ de pouvoir « modifier des logiciels commerciaux »[362].
- Le 17 janvier 2015, Der Spiegel publie une longue enquête sur la stratégie offensive de la NSA, accompagnée d'une quarantaine de nouveaux documents d’Edward Snowden[363],[364]. L’enquête montre que le renseignement numérique global n’est que l'« étape 0 » de la cyberstratégie militaire des États-Unis, et que la NSA est à la fois leur « fer de lance et bouclier » dans l'éventualité de cyberguerres futures[365].
- Le 18 janvier 2015, le New York Times révèle, sur la base de documents d'Edward Snowden et d'autres sources, que la NSA avait commencé à infiltrer le réseau informatique nord-coréen dès le début de l'année 2010[366],[367]. Selon le New York Times, c'est notamment sur la base des données collectées par ce programme d'espionnage que le gouvernement américain a conclu que la Corée du Nord était à l'origine du piratage de Sony Pictures Entertainment en 2014[366],[367].
- Le 19 janvier 2015, The Guardian affirme que le GCHQ a collecté des courriels envoyés ou reçus par des journalistes d'importants organes de presse[368]. Le journal précise que parmi 70 000 courriels recueillis en moins de dix minutes dans le cadre d'un test en novembre 2008, des communications électroniques de journalistes de la BBC, du Monde, du New York Times, de Reuters, du Sun, de NBC et du Washington Post ont été interceptées[368].
- Le 24 janvier 2015, Le Monde et le site web allemand Heise révèlent l'existence du programme « MoreCowBells » de la NSA, utilisé pour cartographier le réseau internet en espionnant les serveurs DNS[369]. Ce programme est basé sur un réseau international d'ordinateurs clandestins qui émettent en continu des requêtes DNS, dans le but de cartographier l'ensemble des sites accessibles en analysant les réponses obtenues des serveurs[369]. La NSA est ainsi capable de reconstruire l'annuaire des sites d'un réseau d'entreprise, d'une administration ou d'un organisme[369]. Les informations collectées peuvent ensuite être utilisées pour s'introduire dans un réseau mal configuré, pour évaluer l'efficacité d'une attaque lancée contre un site web, et poursuivre l'attaque quand le site visé change d'adresse[369].
- Le 27 janvier 2015, la chaîne de télévision canadienne CBC dévoile l'existence d'un vaste système d'espionnage des plates-formes de téléchargement, baptisé « Levitation » et piloté par le service de renseignement canadien CSEC en collaboration avec le GCHQ britannique. Selon un nouveau document d'Edward Snowden, ce système collectait en 2012 environ 375 millions d'enregistrements par mois, contenant les caractéristiques de l'ensemble des fichiers téléchargés ainsi que les adresses IP des connexions ayant servi à les télécharger. À partir de cette collecte indiscriminée, le CSEC tentait ensuite d'identifier les personnes téléchargeant des fichiers « suspects », tels que des manuels ou documents édités par des groupes terroristes. Selon les chiffres du CSEC, le nombre de ces « cas intéressants » représentait moins de 0,0001 % des téléchargements enregistrés. Dans une réponse écrite à la chaîne CBC, le CSEC laisse entendre que ce système est toujours actif, et affirme ne jamais avoir violé la loi canadienne[370].

#### Février
- Le 4 février 2015, The Intercept révèle que le GCHQ a créé un programme appelé HORSE LOVELY en vue de surveiller et de répertorier sur les discussions publiques sur Twitter et d'autres médias sociaux, de « hackers » et de membres de la communauté des experts en sécurité informatique[371]. Parmi les membres de cette communauté, sont nommés des experts en sécurité de Google, l'ancien pirate informatique américain Kevin Mitnick, des anciens agents de la NSA ou bien encore la société française Vupen[371]. Par ailleurs, le GCHQ et le CSEC ont découvert, sans doute en surveillant le trafic internet, une campagne de piratage menée probablement avec le support d'un État qui ciblait un très grand nombre de diplomates en Asie, des militants tibétains des droits de l'Homme, des activites ouïghours et même des journalistes[371]. Par ailleurs, un mémo américain confidentiel préparé pour une réunion de l'OTAN en septembre 2011, montre que, contrairement aux déclarations publiques données par le directeur de la NSA Keith Alexander en 2012, la communauté du renseignement américain considère la menace posée par Anonymous et les hacktivistes comme « relativement faible »[371].
- Le 10 février 2015, The Intercept dévoile un document top secret d'avril 2013 de la NSA qui révèle que la communauté du renseignement américain craint que les cyberattaques agressives et sophistiquées menées par les États occidentaux servent de pistes d'études pour l'Iran et que ce dernier utilise ces tactiques pour améliorer ses propres capacités et ensuite reproduire ces schémas d'attaques[372]. Le document de la NSA prend comme exemple la cyberattaque menée par l'Iran contre Saudi Aramco en août 2012, qui serait une réplique de celle subie par l'Iran sur son propre secteur pétrolier début 2012[372].

- Le 19 février 2015, The Intercept révèle que la NSA et le GCHQ sont parvenus en 2010 à s'introduire dans le réseau informatique du fabricant de cartes à puces Gemalto et à dérober « un nombre sidérant » de clefs de chiffrement de carte SIM, utilisées pour sécuriser les communications (voix et données) des téléphones mobiles[373]. D'autres fabricants de cartes SIM ont été ciblés, dont l'allemand Giesecke & Devrient[373]. Avec ces clefs, les agences de renseignement peuvent mettre en place de manière très discrète des surveillances poussées grâce à leurs propres antennes de réception, ce qui rend la détection par l'opérateur comme par l'utilisateur quasiment impossible[374]. The Intercept explique qu'« avoir ces clefs permet aussi d'éviter de demander un mandat pour mettre quelqu'un sur écoute, et permet de ne laisser aucune trace sur le réseau montrant l'interception de la communication »[373]. Ces clefs peuvent aussi servir à déchiffrer de manière rétroactive des communications enregistrées avant leur vol, à cloner une carte SIM pour passer ou recevoir des appels en usurpant l'identité de son utilisateur, à injecter à distance des logiciels malveillants dans un téléphone, et à établir un annuaire d'abonnés à partir de leur identifiant international, dans le but de surveiller des personnes précises[375]. Selon les documents de la NSA fournis par Edward Snowden, la NSA était déjà capable en 2009 de « traiter entre 12 et 22 millions de clefs par seconde » dans le but de les utiliser ensuite pour écouter des conversations ou intercepter des courriels, et estime être en mesure de dépasser les 50 millions de clefs par seconde à l'avenir[376].
- Le 25 février 2015, CBC News Canada en collaboration avec The Intercept détaille les mesures de protection mises en place par le Centre de la sécurité des télécommunications Canada (CSTC) pour lutter contre les cyber-menaces visant les sites internet et la messagerie électronique du gouvernement canadien[377],[378]. Depuis 2010, l'agence de renseignement électronique canadienne recueillerait les 400 000 courriels reçus chaque jour et analyserait les pièces jointes et les liens suspects avec un outil nommé "PonyExpress"[377],[378].

#### Mars
- Le 5 mars 2015, le New Zealand Herald et le site The Intercept indiquent que le Government Communications Security Bureau néo-zélandais intercepte la quasi-totalité des échanges téléphoniques et du trafic internet des habitants de plus d’une dizaine de pays et d’îles du Pacifique, dont Tuvalu, Nauru, Kiribati, les Samoa, Vanuatu, les îles Salomon, Fidji, Tonga, la Polynésie française et la Nouvelle-Calédonie, via un branchement sur les câbles sous-marins. Jusqu'à 2009, l'agence de renseignement néo-zélandaise ne collectait que les méta-données et ne partageait que de manière sélective les informations avec les Five Eyes. Le document fourni par Edward Snowden révèle que depuis 2009 la collecte vise l'intégralité des communications et des données, et que leur partage avec les autres agences de renseignement, depuis la station d'écoute de Waihopai, est systématique[379],[380].
- Le 10 mars 2015, le site The Intercept déclare que la CIA est capable de se procurer la clé de chiffrement permettant la lecture du code source des iPhones et des iPads de la société Apple. La lecture du code source permet à la CIA d'auditer le code afin d’y découvrir d'éventuelles failles de sécurité qui pourront être exploitées. Par ailleurs, la CIA fournit également un outil à destination des développeurs d'applications en vue d'introduire des fonctionnalités d'espionnage dans les applications créées depuis ce logiciel[381],[382].
- Le 11 mars 2015, le New Zealand Herald révèle que le Government Communications Security Bureau néo-zélandais espionne une série de pays parmi lesquels le Vietnam, la Chine, le Japon, la Corée du Nord, l'Iran, l'Inde, le Pakistan, l'Antarctique, l'Afghanistan, les territoires français du Pacifique, ainsi que plusieurs pays d'Amérique du Sud. Les services de renseignements néo-zélandais ciblent ainsi des pays dans des zones géographiques difficilement atteignables par les États-Unis, et collectent les données par l'interception des communications par satellites et câbles sous-marins[383].
Par ailleurs, le New Zealand Herald annonce le même jour que le GCSB a installé en 2013 un logiciel espion sur les téléphones de représentants de pays d'Asie du Sud-Est, dans le but de récupérer les données qui transitent sur ces téléphones[384].
- Le 15 mars 2015, le New Zealand Herald et The Intercept révèlent que le Government Communications Security Bureau néo-zélandais espionnait en 2013 les communications électroniques du premier ministre des Îles Salomon et de son entourage, ainsi que d'un militant anti-corruption, grâce à l'outil de recherche XKeyscore[385],[386],[387].
- Le 22 mars 2015, The Intercept, New Zealand Herald et le journal brésilien O Globo révèlent que le Government Communications Security Bureau néo-zélandais a utilisé mi 2013 l'outil de recherche XKeyscore pour surveiller les e-mails des candidats pour le poste de directeur général de l'Organisation mondiale du commerce[388],[389],[390]. Cette opération semble avoir été destinée à renforcer les chances de la Nouvelle-Zélande d'obtenir le poste pour Tim Groser (en), un diplomate néo-zélandais[388],[389],[390],[391].
- Le 23 mars 2015, CBC News Canada et The Intercept détaillent l'arsenal des « armes cyber » du Centre de la sécurité des télécommunications Canada (CSTC)[392],[393].
- Le 25 mars 2015, The Intercept rappelle qu'Israël engage régulièrement des opérations de renseignement contre les États-Unis[394]. En 2008, un responsable de la NSA indiquait que ce pays disposait, après la Russie et la Chine, du troisième service de renseignement le plus agressif contre les États-Unis[394].

#### Avril
- Le 2 avril 2015, le portail d'information argentin Todo Noticias (es) et The Intercept révèlent que le Royaume-Uni a espionné l'Argentine pour empêcher qu'elle « récupère les îles Malouines »[395],[396]. L'équipe « Joint Threat Research Intelligence Group » (JTRIG) du GCHQ a planifié en 2008 et réalisé de 2009 à fin 2011 des cyber-opérations « secrètes d'interception, d'intervention et d'autres manœuvres » sous le nom de code « Operation QUITO »[395],[396],[397].
- Le 15 avril 2015, le New Zealand Herald et le site d'investigation The Intercept détaillent les relations entre le Government Communications Security Bureau néo-zélandais et la NSA, notamment concernant les activités de lutte antiterrorisme au Bangladesh[398],[399]. Par ailleurs, un document d'avril 2013 de la NSA précise que le GCSB fournit à l'agence américaine du renseignement électronique concernant la Chine, les nations du Sud Pacifique, le Pakistan, l'Iran, l'Inde et l’Antarctique, mais aussi des communications diplomatiques japonaises, nord-coréennes, vietnamiennes et sud américaines, et enfin du renseignement concernant les « activités françaises liées aux tests nucléaires en Nouvelle-Calédonie »[398],[400].
- Le 18 avril 2015, le New Zealand Herald et le site d'investigation The Intercept révèlent une tentative conjointe du GCSB et de la NSA de cyber-espionnage d'une partie du réseau informatique d'un consulat chinois en Nouvelle-Zélande[401],[402],[403]. Les documents de 2013 de la NSA indiquent que cette opération sous les noms de code « Frostbite » (côté néo-zélandais) et « BASILHAYDEN » (côté américain) visait à espionner les communications sur un câble reliant le consulat chinois et le bureau des visas chinois distants de quelques centaines de mètres à Auckland, en vue d'obtenir ultérieurement un accès au réseau informatique du ministère des Affaires étrangères chinois[401].

#### Mai
- Le 5 mai 2015, The Intercept indique que la NSA dispose depuis 2006 d'un outil capable de retranscrire les communications téléphoniques en texte dans lequel on peut faire des recherches[404].

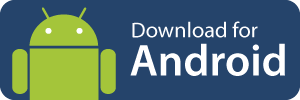

- Le 21 mai 2015, des documents[405] fournis par Edward Snowden et analysés par CBC News Canada en collaboration avec The Intercept révèlent que la NSA, avec l'aide de ses alliés anglo-saxons, a mis au point des méthodes inédites de piratage destinées à la surveillance des téléphones mobiles, lors d'ateliers de travail communs entre novembre 2011 et février 2012[406],[407]. L'une de ces méthodes sophistiquées, développées et testées dans le cadre d'une opération conjointe baptisée « IRRITANT HORN », consiste à se faire passer auprès des téléphones sous Android pour d'authentiques serveurs de Google et de Samsung hébergeant les applications téléchargeables de la plate-forme « Google Play », dans le but d’installer à distance des logiciels espions sur les téléphones, à l'insu de leurs utilisateurs[407]. La liste des serveurs visés comporte notamment la version française du magasin d’applications en ligne d’Android, ainsi que des serveurs en Suisse, Pays-Bas, Maroc, Cuba, Bahamas et Russie[408],[409].
- Le 28 mai 2015, The Intercept publie les préoccupations de certains analystes de la NSA au sujet de la collecte massive de données, laquelle peut saper les efforts visant à lutter contre le terrorisme en « noyant » les analystes sous le volume d'informations à stocker et à analyser[410]. Le journal indique que la douzaine de documents fournis par Edward Snowden « semble contredire des années de déclarations de hauts fonctionnaires qui ont prétendu que la surveillance généralisée des communications mondiales aide le gouvernement à identifier les terroristes avant qu'ils ne frappent ou à les retrouver rapidement après une attaque »[410].

#### Juin
- Le 4 juin 2015, ProPublica et le New York Times dévoilent que le président américain Barack Obama a secrètement autorisé la NSA, en 2012, à surveiller Internet au-delà de ses prérogatives en vue de lutter contre les piratages informatiques qui ont notamment une origine étatique[411],[412],[413].

- Le 22 juin 2015, The Intercept publie deux articles concernant le GCHQ, basés sur des documents fournis par Snowden et jamais révélés jusqu'alors. Le premier article détaille l'activité de rétro-ingénierie menée par le GCHQ, destinée à identifier des failles de sécurité dans un certain nombre de systèmes, dans le but de les exploiter pour ses besoins de surveillance avant qu'elles ne soient rendues publiques. Ont ainsi été visés les routeurs Cisco, les antivirus Kaspersky, les outils de chiffrement de fichiers très répandus CrypticDisk et eDataSecurity, les produits d'administration de serveurs CPanel et PostFixAdmin, ainsi que les forums technologiques vBulletin et Invision Power Board[414].
Le second article met en lumière les activités d'une unité du GCHQ, le Joint Threat Research Intelligence Group (JTRIG), se situant très largement en dehors de la sphère du renseignement, comme des opérations de police domestique, la surveillance de groupes politiques considérés « extrémistes » et de collectifs d'hacktivistes, l'assistance à l'équipe gouvernementale pour les négociations sur le réchauffement climatique, les recherches sur la psychologie et le comportement humains visant à la manipulation de l'opinion publique ou de « cibles » prédéfinies par l'unité[415].

#### Juillet
- Le 1er juillet 2015, The Intercept détaille, à travers deux articles, le périmètre, les fonctionnalités et l'architecture du système XKeyscore, le principal outil utilisé par les analystes de la NSA pour rechercher des informations dans la masse considérable de données interceptées quotidiennement[416],[417]. Le journal rappelle que XKeyscore consistait en 2008 en un réseau de 700 serveurs déployés dans plus de 150 sites de par le monde, dont un ou deux en France[416]. The Intercept précise que Xkeyscore joue un rôle central dans la façon dont le gouvernement américain et ses alliés piratent des réseaux informatiques dans le monde entier, en capturant au préalable notamment dans le trafic internet les identifiants et mots de passe utilisés par les administrateurs informatiques, informations qui sont ensuite transmises à l'équipe Tailored Access Operations de la NSA[416]. Le journal indique par ailleurs que Xkeyscore est utilisé comme outil de « cyber-contre-espionnage », en suivant à la fois les actions de surveillance et les actions de piratage des États-nations étrangers et en recueillant les fruits de leur piratage[416]. Concernant l'architecture technique utilisée, The Intercept indique qu'Xkeyscore est généralement déployé sur des serveurs GNU/Linux Red Hat équipés du serveur web Apache, et que les données recueillies sont stockées dans des bases de données MySQL[417]. The Intercept publie également 48 nouveaux documents de la NSA datant de 2013 sur le système Xkeyscore[416],[417].

#### Août
- Le 3 août 2015, The Intercept publie un article du journaliste Duncan Campbell retraçant les scoops de sa carrière concernant les activités anglo-saxonnes de renseignement électromagnétique. Cet article est accompagné de documents fournis par Snowden confirmant certaines de ses révélations sur les interceptions de communications satellitaires. L'un d'entre eux explique que « en 1966, la NSA fonda le programme Frosting, un programme générique pour la collecte et le traitement de toutes les communications émanant de satellites de communications. Les deux sous-programmes de Frosting étaient Transient, pour tous les travaux contre les cibles satellites soviétiques, et Echelon, pour la collecte et le traitement des communications Intelsat[418]. »
- Le 15 août 2015, le New York Times et ProPublica rapportent que l'opérateur téléphonique AT&T aurait été « extrêmement coopératif » avec la NSA, et aurait « permis à la NSA d’avoir accès à des milliards de mails échangés sur le territoire américain, parmi lesquels ceux du siège des Nations unies à New York, dont AT&T est le fournisseur d’accès internet »[419],[420],[421]

#### Septembre
- Le 25 septembre 2015, The Intercept dévoile comment le GCHQ britannique a mis en place une surveillance de masse des activités de millions d’internautes à partir de leur activité en ligne, que ce soit sur des « sites porno, réseaux sociaux, journaux, moteurs de recherche, tchats sur des forums, ou encore sur des blogs. »[422],[423]. Depuis 2007, le GCHQ a développé un système du nom de code KARMA POLICE (police de la pensée), qui a pour but de fournir à l'agence « soit (a) un profil de navigation internet de chaque utilisateur visible sur Internet, ou (b) un profil d'utilisateur pour chaque site web visible sur Internet. »[422]. Le profilage des internautes est réalisé en collectant à l'aide de sondes informatiques les métadonnées du trafic internet passant par les câbles en fibre optique, notamment les câbles transatlantiques[422]. À partir de 2012, le GCHQ stockait chaque jour environ 50 milliards de métadonnées concernant les communications en ligne et les activités de navigation sur Internet, et visait à accroître la capacité de stockage à 100 milliards par jour d'ici la fin de 2012, dans un dépôt de données appelé BLACK HOLE (trou noir)[422]. L'application MUTANT BROTH (bouillon mutant) permet au GCHQ de faire un lien entre les adresses IP des internautes et leurs identités (noms d’utilisateurs, adresses de messagerie et parfois même des informations relatives aux mots de passe) grâce aux « cookies » déposés par les sites web, notamment ceux de Windows Live, Hotmail, YouTube, Facebook, Reddit, WordPress et Amazon[422]. Cette application a par ailleurs été utilisée pour le piratage de Gemalto et de Belgacom[422]. D'autres applications complètent le système, comme SOCIAL ANTHROPOID (anthropoïde social) qui analyse les métadonnées issues des communications via messagerie instantanée, courriels, appels Skype, SMS, localisation des appels téléphoniques, ainsi que les interactions sur les réseaux sociaux. Le programme MARBLED GECKO (gecko marbré) permet lui de repérer des recherches dans Google Maps ou Google Earth, quand INFINITE MONKEYS (infinité de singes [savants]) analyse l'utilisation des forums en ligne, et que MEMORY HOLE (trou de mémoire) enregistre les recherches effectuées par les internautes dans les moteurs de recherche[422]. The Intercept complète cet article avec la publication de 28 nouveaux documents fournis par Edward Snowden.
- Le 29 septembre 2015, James Bamford publie une longue enquête dans The Intercept et détaille comment la Grèce a été placée sous surveillance électronique américaine après les Jeux Olympiques de 2004[424],[425]. L'enquête, réalisée en collaboration avec le journal grec Kathimerini, s’appuie sur l’ouverture en 2015 d’une investigation officielle par les autorités judiciaires grecques, ainsi que sur des documents d'Edward Snowden[424],[425]. L'enquête indique que le gouvernement grec a autorisé l’installation d’un programme espion dans les réseaux de télécommunications du pays, en vue d'identifier des menaces terroristes avec le support technique de la NSA, laquelle joue un rôle actif dans les Jeux olympiques depuis ceux de 1984 à Los Angeles[424],[425].

#### Octobre
- Le 5 octobre 2015, Edward Snowden, dans une interview accordée à l'émission d'investigation Panorama diffusée sur la BBC, a affirmé que le GCHQ pouvait pirater quasiment n’importe quel smartphone et surveiller son contenu, grâce à une suite logicielle portant le nom de code "SMURF SUITE"[426],[427],[428].
- Le 15 octobre 2015, The Intercept publie une longue enquête intitulée The Drone Papers sur le programme américain de frappes ciblées en Afghanistan, au Yémen et en Somalie, lié à la lutte contre le terrorisme[429],[430]. Parmi les huit articles, deux, consacrés respectivement à une opération américaine contre les talibans dans le nord de l'Afghanistan entre 2011 et 2013[431] et aux limites de l'utilisation des drones et du renseignement[432], s'appuient pour partie sur des documents fournis par Edward Snowden.

#### Novembre
- Le 18 novembre 2015, The Intercept et la chaîne de télévision vénézuélienne Tele Sur révèlent que la NSA a espionné Petróleos de Venezuela (PDVSA), la compagnie pétrolière publique du Venezuela[433]. Dans un article daté du 23 mars 2011, publié dans la lettre d'information interne SIDtoday de la NSA en novembre 2012, un analyste raconte comment il s'est aperçu que la NSA collectait sans le savoir une masse considérable de communications issues directement du réseau interne de la compagnie pétrolière[433]. L'analyste a ainsi identifié les coordonnées de plus de 10 000 collaborateurs de la compagnie et 900 combinaisons d'identifiants et de mots de passe, des informations qu'il a ensuite transmises à la division Tailored Access Operations de la NSA, afin qu'elle pirate l'entreprise[433]. Peu de temps après, en mai 2011, le département d'État américain engage des sanctions contre la société pétrolière, en indiquant que celle-ci avait violé l'embargo décrété par les États-Unis à l'encontre de l'Iran[433]. Parallèlement, ExxonMobil et ConocoPhillips lancent des actions judiciaires contre Petróleos de Venezuela concernant l'attribution de concessions pétrolières[433]. Le 20 novembre 2015, le président vénézuélien Nicolás Maduro qualifie cette opération de la NSA d'« illégale au regard des lois internationales »[434].

#### Décembre
- Le 23 décembre 2015, The Intercept révèle que l'agence d'espionnage britannique GCHQ, avec la connaissance et la coopération apparente de la NSA, a acquis en 2011 la capacité d'exploiter clandestinement les failles de sécurité de treize modèles différents de pare-feu de la société américaine Juniper Networks[435]. Cette publication fait suite à l'annonce de la société Juniper Networks de la découverte en décembre 2015 de plusieurs portes dérobées dans son code source, dont au moins une avait été installée par un acteur étatique[436],[437]. The Intercept précise néanmoins que les vulnérabilités découvertes par le GCHQ et les portes dérobées identifiées par la société elle-même ne semblent pas liées[435].

### 2016

#### Janvier
- Le 28 janvier 2016, The Intercept publie un article indiquant que le GCHQ britannique et la NSA ont capté durant plusieurs années les images filmées par des drones israéliens[438]. Techniquement, les services de renseignement ont utilisé le logiciel libre AntiSky, développé par Markus Kuhn (en) alors à l'université Friedrich-Alexander d'Erlangen-Nuremberg[439], pour reconstruire par force brute les images cryptées[440].

#### Février
- Le 2 février 2016, Boing Boing publie un article avec deux nouveaux documents fournis par Laura Poitras: une étude conjointe du GCHQ et de l'université de Bristol de septembre 2011 qui donne un aperçu des recherches du GCHQ sur l'utilisation du big data pour identifier les cibles et une liste de mars 2010 du GCHQ détaillant les risques potentiels (humains, techniques, politiques, opérationnels et légaux) encourus lors d'une opération de « cyber espionnage » (piratage informatique ou surveillance passive)[441].

#### Mai
- Le 11 mai 2016, The Intercept détaille plusieurs articles extraits de la newsletter « SIDtoday » de la NSA en 2005 concernant l'expérience de renseignement sur le terrain d'un ancien analyste de la NSA dans la prison d'Abou Ghraib et dans la base de Falloujah en Irak en 2003 et 2004[442]. Cet analyste a publié ses mémoires en avril 2016 et The Intercept note qu'il s'était « auto-censuré » dix ans plus tôt, vis-à-vis de ses collègues, au regard de la situation réelle dans ces prisons, notamment concernant les techniques d'interrogatoire[442].
- Le 16 mai 2016, Glenn Greenwald de The Intercept annonce qu’il va rendre accessible publiquement une importante masse de documents de la NSA fournis à l’origine par Edward Snowden sur le site du journal et sur le site d’hébergement GitHub[443]. Il précise cependant que certains documents ne seront pas publiés, car ils pourraient mettre gravement en danger des innocents[443]. Par ailleurs, il invite l'ensemble des journalistes, y compris ceux de journaux étrangers, à participer à l’exploration de l’intégralité des archives fournies par Edward Snowden[443].
- Le même jour, The Intercept a mis en ligne un ensemble de 166 articles extraits de « SIDtoday », la newsletter interne du Signals Intelligence Directorate (SID), c’est-à-dire la direction au sein de la NSA qui est chargée de la collecte et de l'analyse des renseignements électroniques[444],[445],[446]. Ces extraits apportent de nouveaux éléments sur l’activité de la NSA pendant la guerre d'Irak, décrivent son rôle dans le camp de Guantánamo, la recherche d’un membre du crime organisé en Russie, sa découverte du programme d’enrichissement d’uranium de la Corée du Nord[447],[448]. Ce premier ensemble d'articles publiés couvre l'année 2003 et The Intercept prévoit de publier les autres articles des années 2004 à 2012[443].

#### Août
- Le 9 août 2016, l'agence de presse Reuters publie un article de James Bamford qui rappelle que les services de renseignement américains ont violé les systèmes informatiques dans d'autres pays lorsque des élections étaient cours, notamment lors de deux élections présidentielles successives au Mexique[449]. James Bamford, qui a eu accès aux archives d'Edward Snowden, a souhaité réagir à la suite de la controverse sur le piratage des réseaux du Parti démocrate lors de l'élection présidentielle américaine en 2016, un piratage qui aurait été réalisé par le gouvernement russe selon les autorités américaines[449].
- Le 10 août 2016, The Intercept décrit comment la NSA a partagé des documents interceptés auprès d'ONG internationales avec le Centre de renseignements médicaux des forces armées au sein de l'Agence américaine du renseignement de la défense (DIA)[450]. Cette unité de la DIA a été chargée de produire des renseignements pour les militaires, en particulier dans le domaine de l'épidémiologie[450]. La collaboration a permis à la NSA d'analyser l'impact de l'épidémie de SRAS en Chine sur le gouvernement, les médias locaux, l'économie et l'«état de préparation de l'armée chinoise[450]. D'autres documents des archives d'Edward Snowden montrent l'étendue des ambitions de la NSA en ce qui concerne l'accès et l'utilisation des données médicales[450].
- Le 16 août 2016, The Intercept a mis en ligne un nouvel ensemble de 263 articles extraits de « SIDtoday », la newsletter interne du Signals Intelligence Directorate (SID), publiés durant la dernière moitié de l'année 2003 et couvrant des sujets comme la surveillance d'nternet, le renseignement dans le domaine médical, la lutte de la NSA pour surveiller les radios d'al-Qaïda et plus de détails sur le rôle cette agence dans la guerre en Irak[451].

#### Novembre
- Le 16 novembre 2016, The Intercept suggère qu'un centre de communication d'AT&T situé au 33 Thomas Street dans le bas de Manhattan est également un site de surveillance de la NSA portant le nom de code TITANPOINTE[452]. L'agence agence prétend avoir accès à des "commutateurs passerelle étrangers " au bâtiment, qu'elle appelle "accès RIMROCK ", ainsi qu'à des communications par satellite dans le cadre d'un système appelé SKIDROWE[452]. L'installation est également désignée dans les archives de Snowden comme un site central de BLARNEY[452]. The Intercept publie un second article le 19 novembre 2016 avec une série de photos prises à l'intérieur du bâtiment[453].

#### Décembre
- Le 7 décembre 2016, Le Monde, en collaboration avec The Intercept, révèle que la NSA et le GCHQ espionnent les communications à bord des avions de ligne. L'ensemble du trafic (voix et données, métadonnées et contenus des connexions) est collecté par des antennes secrètes situées au sol, dès lors que l'avion vole à 10 000 pieds et que la communication passe par satellite. Les documents indiquent que la compagnie aérienne Air France a été particulièrement visée par les services de renseignement. Les services secrets britanniques pensent que la compagnie aérienne russe Aeroflot espionne également ses passagers[454],[455]. Cette révélation est partiellement contredite par Le Figaro le même jour, qui note que les appareils d'Air France ne sont pas équipés pour retransmettre les téléphones portables, et que sur sa flotte d'une centaine d'avions long-courriers, seuls un Boeing 777 et un second de KLM sont équipés pour fournir aux passagers un accès à Internet[456].
- Le même jour, Le Monde publie un article dévoilant que la NSA et le GCHQ espionnent les intérêts israéliens, et interceptent les communications de sociétés privées du secteur de la défense, des organismes d’État chargés de la coopération internationale ou encore des centres universitaires connus pour leur très haut niveau scientifique, ainsi que la diplomatie israélienne[457].
- Le même jour, The Intercept met en ligne un nouvel ensemble de 262 articles extraits de « SIDtoday », la lettre d'informations interne du Signals Intelligence Directorate (SID), publiés durant la première moitié de l'année 2004[458].
- Le 8 décembre 2016, Le Monde, en collaboration avec The Intercept, dévoile que la NSA et le GCHQ ciblent des employés d'opérateurs de téléphonie, quel que soit leur niveau de responsabilité. Certains employés des entreprises Zain et MTN ont été particulièrement surveillés. Les services de renseignement ciblent particulièrement les employés responsables de l’itinérance, dans le but d'obtenir des informations sur les réseaux internes de ces opérateurs, le but étant de pouvoir espionner n'importe quelle conversation ayant lieu sur le réseau de ces opérateurs[459].
- Le même jour, Le Monde, en collaboration avec The Intercept, rapporte que les courriels du PDG de l'hébergeur de sites web OVH, Octave Klaba, ont été interceptés par le GCHQ britannique[460].
- Le même jour, Le Monde, en collaboration avec The Intercept, révèle que le GCHQ espionne les communications de vingt-et-un pays africains : Algérie, Angola, Burkina Faso, Érythrée, Ghana, Guinée, Guinée-Bissau, Kenya, Liberia, Libye, Mali, Niger, Nigeria, République du Congo, République démocratique du Congo, Sierra Leone, Somalie, Soudan, Tchad, Togo, Zimbabwe. Entre 2009 et 2010, les écoutes ciblaient, selon les pays, des chefs d’État, des Premiers ministres actuels ou passés, des diplomates, des chefs militaires et du renseignement, des membres de l’opposition et les principaux acteurs de la vie économique et financière[461]. Les intérêts de la France en Afrique sont également surveillés[462].
- Le 29 décembre 2016, The Intercept rapporte que la biographie rédigée en interne par la NSA sur la journaliste russe Anna Politkovskaïa, suggère qu'en 2005, l'agence a identifié sur le compte de courrier électronique de Mme Politkovskaya une attaque « appliquant des logiciels malveillants qui ne sont pas dans le domaine public »[463]. La NSA a conclu que le Service fédéral de sécurité de la fédération de Russie était « probablement » responsable de cette cyber-attaque[463]. La journaliste a été assassinée en 2006[463].

### 2017

#### Avril
- Le 10 avril 2017, The Intercept expose un rapport de la NSA et de l'US Navy issu des archives de Snowden qui met en lumière l'étendue des informations compromises de la défense américaine lors de la collision d'un avion espion américain avec un avion de chasse chinois en 2001[464]. Le rapport de 117 pages, préparé trois mois après l'incident, justifie largement les tentatives de l'équipage de l'avion de détruire le matériel de renseignement sur les transmissions et de cryptographie à bord avant son atterrissage d'urgence et critique le manque de préparation institutionnelle pour un tel incident[464].
- Le 24 avril 2017, The Intercept détaille un article du bulletin interne de la NSA, SIDToday, qui décrit le rôle que joue l'agence dans les dispositions de sécurité pour les événements nationaux, principalement les conventions nationales des démocrates et des républicains, qui ont été désignées comme des National Special Security Events (« événements nationaux spéciaux de sécurité » en français)[465]. La Convention nationale républicaine de 2004 a été accueillie par une protestation à grande échelle et plus d'un millier d'arrestations, qui ont ensuite été jugées illégales, mais le bulletin de la NSA n'indique pas si l'agence a été chargée de surveiller les protestations nationales[465].
- Le 24 avril 2017 également, The Intercept, en collaboration avec le service télévisuel public japonais NHK, divulgue 13 documents inédits documentant l'évolution des relations de la NSA avec son homologue japonais, le G2 Annex[466],[467]. Alors que le Japon héberge et finance partiellement trois bases de la NSA sur son territoire (Hardy Barracks (en), Yokota Air Base et Misawa Air Base) et partage l'accès à des outils comme XKEYSCORE, l'agence américaine espionne également le gouvernement et les institutions japonaises[466]. Les programmes de la NSA hébergés au Japon comprennent GHOSTHUNTER, qui identifie les emplacements des utilisateurs d'Internet au Moyen-Orient et en Afrique du Nord et est utilisé pour faciliter les frappes de drones[466].

#### Août
- Le 2 août 2017 The Intercept commente un rapport du Centre de la sécurité des télécommunications Canada de 2011 qui décrit comment un groupe de pirates informatiques, portant le nom de code MAKERS MARK, ont régulièrement compromis des systèmes « vraiment bien conçus » grâce à des attaques « conçues par des génies » mais « mises en œuvre par des abrutis », puisqu'ils accédaient à des comptes personnels tout en travaillant, ce qui a permis de les identifier facilement[468]. Les cyber attaquants ont même été infectés par des logiciels malveillants commerciaux[468]. Ces erreurs ont permis au CSTC d'attribuer les attaques de MAKERS MARK à la Russie[468].

#### Septembre
- Le 23 septembre 2017, The Intercept dévoile un document de 2009-2010 du Government Communications Headquarters britannique (GCHQ) détaillant l'outil PHANTOM PARROT, qui permet de rechercher les données téléchargées (listes de contacts, messages textes et enregistrements d'appels) des téléphones saisis temporairement lors d'« examens » de personnes à la frontière, souvent à l'insu de leurs propriétaires, qui ont ensuite été envoyées au GCHQ pour être incluses dans une base de données centrale (LUCKY STRIKE)[469]. Entre 2009 et 2016, les autorités britanniques ont procédé à 400 058 « examens » de personnes en vertu de l'annexe 7 du Terrorism Act 2000, mais seulement 370 personnes au Royaume-Uni ont été accusées de terrorisme sur cette même période[469]. L'ancien examinateur indépendant de la législation britannique sur le terrorisme a déclaré à plusieurs reprises que le système actuel n'est pas soumis à des garanties suffisantes, sachant que la collecte et le stockage des données téléphoniques par le GCHQ pourrait violer l'article 8 de l'Human Rights Act 1998 du Royaume-Uni, qui stipule que « toute personne a droit au respect de sa vie privée et familiale, de son domicile et de sa correspondance »[469].

#### Octobre
- Le 24 octobre 2017 The Intercept dévoile une seule diapositive, classifiée "Top secret", d'une présentation de la NSA affirmant que le prince saoudien et vice-ministre de la défense de l'époque Salman bin Sultan Al Saud (en) a ordonné aux rebelles syriens de « mettre le feu » à Damas en mars 2013, pour marquer le deuxième anniversaire de la guerre civile syrienne[470]. La présentation précise que les saoudiens ont livré 120 tonnes d'explosifs et d'armes aux rebelles pour mener cette attaque le 18 mars 2013 contre le palais présidentiel, l'aéroport international de Damas et d'autres emplacements[470]. La diapositive affirme que presque toutes les informations sur les plans et les opérations de l'opposition [syrienne] « qui parviennent à la NSA sont obtenues par le biais de PRISM »[470].
- Le 25 octobre 2017 The Intercept indique que les rapports produits par les services de renseignements américains sur les liens potentiels entre Cuba et la Russie dans l'assassinat du président John Fitzgerald Kennedy ont été tenus secrets pendant des décennies, selon des documents des archives de Snowden[471]. Un guide de classification publié en 2000 indique que les tentatives de la NSA dans les années 1960 pour intercepter les communications des diplomates et agents cubains doivent encore être considérées comme top secrètes[471]. Un guide de classification distinct relatif à la Crise des missiles de Cuba donne une désignation similaire aux informations concernant les communications de l'état-major général soviétique ciblées par la NSA[471].

#### Novembre
- Le 30 novembre 2017, The Intercept détaille la manière dont programme de surveillance électronique PRISM est utilisé en matière d'antiterrorisme[472]. Dans les années qui suivent immédiatement les attentats du 11 septembre 2001, alors que le FBI et la NSA recentrent leur action sur la lutte contre le terrorisme, la NSA dépend fortement du FBI pour ses relations avec la Foreign Intelligence Surveillance Act Court (FISA), un organe judiciaire secret qui assure le contrôle des demandes d'autorisation de surveillance, ainsi qu'avec les entreprises américaines de l'Internet et des télécommunications[472]. En 2005, la newsletter interne de la NSA indique qu'à l'époque, 40 % de tous les rapports de la NSA sur la lutte antiterroriste provenaient de la collecte de renseignements par la FISA[472]. Par ailleurs, The Intercept relève que les rapports générés par le programme PRISM à partir des données collectées via la FISA sont obtenus sans mandat d'une cour de justice et ne sont pas révélés au cours du procès au tribunal. Cette pratique soulève des préoccupations quant à la généralisation d'un procédé de « construction parallèle » dans le système de justice pénale américain, consistant à « blanchir » légalement des preuves obtenues illégalement[472].

### 2018

#### Janvier
- Le 19 janvier 2018, The Intercept rappelle que la NSA et les agences gouvernementales américaines associées ont investi des sommes importantes dans le développement de la technologie d'identification vocale, qui a le potentiel de devenir un moyen biométrique général d'identification des personnes à mesure que les dispositifs grand public utilisant la reconnaissance vocale se répandent[473]. Les bulletins d'information internes de la NSA donnent quelques indications sur l'évolution de cette technologie, notamment sur l'utilisation d'enregistrements vocaux en masse provenant d'Iraq et d'Afghanistan, et sur les tentatives de surmonter les stratégies adoptées par les personnes surveillées pour ne pas être identifiés. Ces bulletins d'information permettent également de mieux comprendre la montée en puissance de l'utilisation de cette technologie par la NSA depuis 2003 pour surveiller des terroristes, des politiciens, des barons de la drogue et des espions, de même que des employés de l'agence depuis l'affaire Chelsea Manning.

#### Mars
- Le 1er mars 2018, The Intercept publie 297 nouveaux documents concernant:
  - les analyses de disques durs saisis en Irak en 2004, contenant de la propagande, des prières et du matériel pornographique (« the three big ‘P’s – porn, propaganda and prayer »), et l'utilisation du dernier élément pour ensuite humilier et « casser » les détenus lors d'interrogatoires ;
  - le recours au renseignement électronique par la NSA pour mettre au jour une possible fraude lors du référendum du 25 mai 2005 organisé par Hosni Moubarak, référendum qui devrait précisément permettre la tenue de l’élection présidentielle de septembre 2005 ;
  - le recours au programme de surveillance PRISM pour vérifier les antécédents de linguistes arabisants postulant à la NSA ;
  - la collecte de renseignements sur les positions israéliennes et palestiniennes lors des négociations à Camp David en 2000 ;
  - les relations émergentes entre la NSA et son homologue en République tchèque (Úřad pro zahraniční styky a informace - UZSI) ;
  - l'action concertée de la NSA contre un groupe européen appelé le « Camp anti-impérialiste », une organisation d'extrême gauche principalement active en Autriche et en Italie qui entretenait des liens avec des groupes d’extrémistes et de terroristes en Europe et au Moyen-Orient ;
  - les moyens mis en œuvre par la NSA pour identifier en 2004 les véritables propriétaires de numéros IMSI en Irak quand plusieurs opérateurs locaux utilisaient des identifiants temporaires (TMSI) ;
  - les progrès réalisés dans la surveillance de la téléphonie mobile et des appels Skype[474].
- Le 1er mars 2018, The Intercept, en collaboration avec la société de service public norvégienne NRK, rappelle que la NSA coopère officiellement avec son homologue norvégien, Etterretningstjenesten depuis 1954. Ce dernier a installé une station de renseignement d'origine électromagnétique, dont le nom de code est VICTORY GARDEN, à 65 km d'Oslo, avec l'aide de la NSA. Cette station, opérationnelle depuis 2005, « voit » plus de 130 satellites étrangers, ce qui fait de la Norvège une source importante de renseignements[475],[476].
- Le 1er mars 2018, The Intercept dévoile plus d'informations sur les « SIGINT Seniors », une coalition d'agences d'espionnage qui se réunit chaque année pour collaborer sur des questions de sécurité mondiale[477]. Elle comprend deux divisions, chacune se concentrant sur différentes parties du monde: « SIGINT Seniors Europe » et « SIGINT Seniors Pacific »[477]. Les deux sont dirigées par la National Security Agency (NSA) des États-Unis et, ensemble, elles comprennent des représentants d'au moins 17 autres pays[477]:
  - Le « SIGINT Seniors Europe » a été créé en 1982 en pleine guerre froide. À l'époque, l'alliance comptait neuf membres, dont l'objectif principal était de découvrir des informations sur l'armée soviétique. Après les attaques contre les États-Unis en septembre 2001, le groupe a commencé à concentrer ses efforts sur le contre-terrorisme et est passé à 14 : la NSA et ses homologues du Royaume-Uni, Australie, Canada, et Nouvelle-Zélande, ainsi que d'Allemagne, Belgique, Danemark, Espagne, France, Italie, Pays-Bas, Norvège et Suède.
  - Les membres fondateurs de l'alliance du Pacifique, SIGINT Seniors Pacific, formée en 2005, étaient les agences d'espionnage des Five Eyes, ainsi que la Corée du Sud, Singapour et la Thaïlande. En 2013, la France et l'Inde avaient rejoint le groupe du Pacifique.

### Détails
- Le 17 juin 2013, répondant en direct aux questions des lecteurs du Guardian[478], Snowden indique que « […] d'une manière générale, la réalité est la suivante : si la NSA, le FBI, la CIA, la DIA (Defense Intelligence Agency) et d'autres veulent interroger des bases de données brutes de renseignement électronique, ils peuvent « entrer » et obtenir ce qu'ils veulent. Numéros de téléphones, mails, identifiants, numéro unique d'un téléphone portable (numéro IMEI)… Tout ça, c'est pareil. Les restrictions portées à cet accès sont de nature politiques, et non techniques ; elles peuvent changer à tout moment. En plus de ça, les protocoles d'accès sont superficiels, incomplets et facilement falsifiables avec de fausses justifications. Pour les seuls renseignements britanniques GCHQ, 5 % seulement des requêtes émises le sont avec un protocole d'accès vérifié. »[479].
- Concernant les données surveillées et conservées par la NSA, Snowden assure que « en raison du Foreign Intelligence Surveillance Act (FISA), les communications des Américains sont collectées et vérifiées tous les jours, grâce à la validation d'un analyste de la NSA et non grâce à un « mandat ». La masse de données collectées est pour eux quelque chose de secondaire, mais à la fin de la journée, quelqu'un a bien encore accès à l'intégralité de vos communications. […] Il est important de comprendre que les services de renseignement n'agissent pas toujours en vertu de ce qu'on pourrait considérer comme un « vrai » mandat, comme ceux, par exemple, utilisés par la police. Les « mandats » qu'ils utilisent ont davantage l'aspect d'un formulaire que quelqu'un remplit et envoie ensuite à un juge avec un tampon. »[479].

Extrait d'une ordonnance de justice secrète concernant l’opérateur de téléphonie Verizon, révélée par Edward Snowden avec The Guardian, et qui devait être à l'origine déclassifiée en avril 2038.
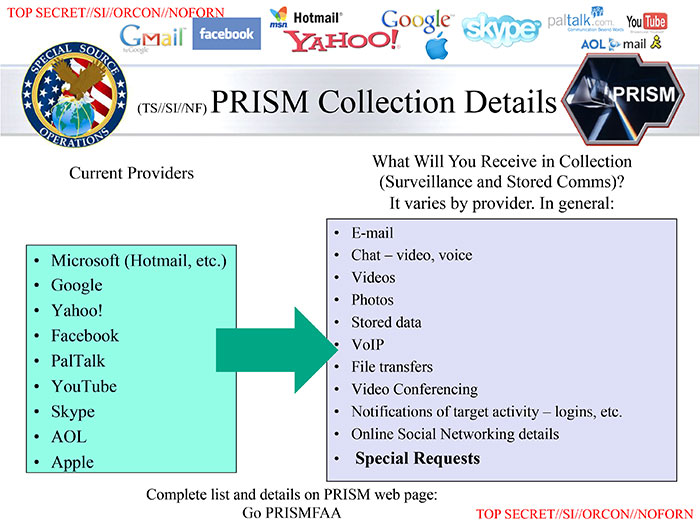
Extrait de la présentation Microsoft PowerPoint de la NSA remise par Edward Snowden aux médias, portant sur l'échantillonnage de PRISM.
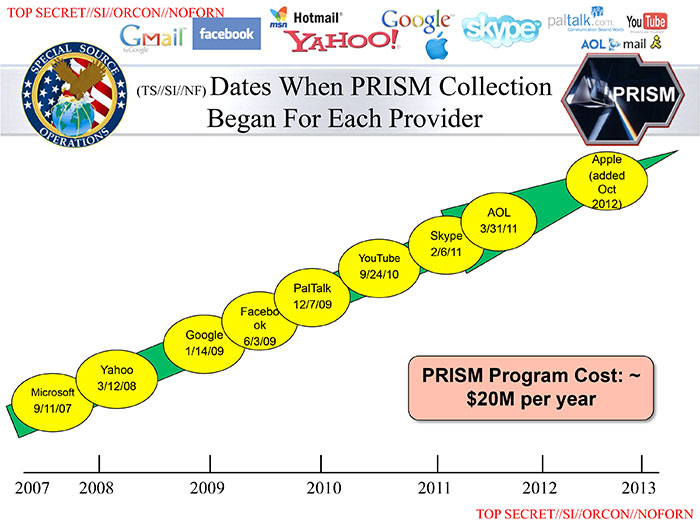
Liste des entreprises infiltrées par PRISM et date à laquelle la collecte d'information a commencé.
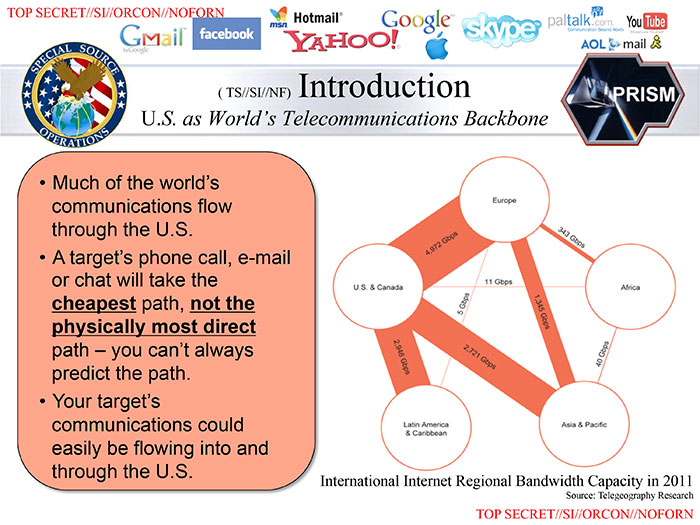
Extrait de la présentation sur PRISM de la NSA qui montre que la majorité des communications mondiales passent par les États-Unis à cause des coûts de transport moins élevés.
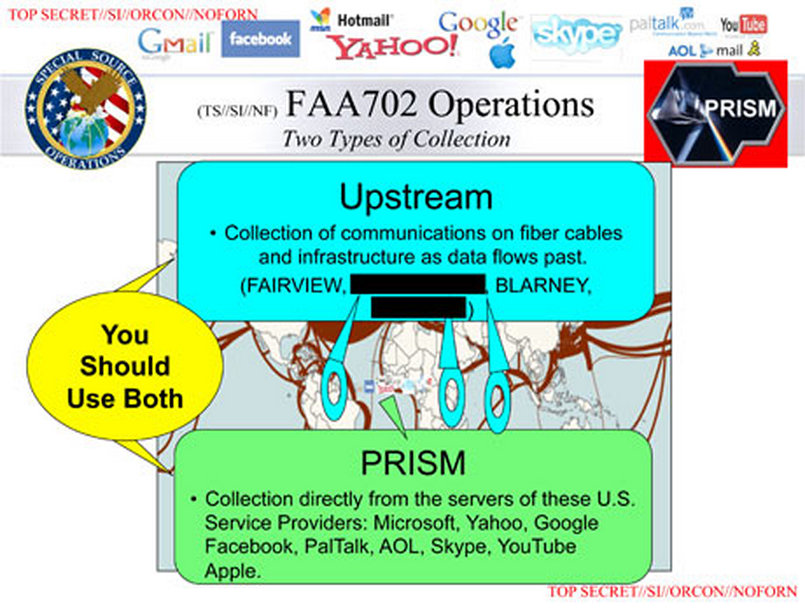
Diagramme montrant les deux sources différentes de collecte de données de la NSA : La première source étant les câbles en fibre optique d'Internet, mis sur écoute par l'Upstream Program (Room 641A), la seconde source étant les serveurs des entreprises majeures d'internet, mis sur écoute par PRISM[480].

- Le 10 juillet 2013, lors d'une interview avec The Guardian, Snowden a tenu à dissiper les suspicions de trahison pesant sur lui[481] : « Je n'ai jamais donné d'information à un quelconque gouvernement et ils n'ont jamais rien pris de mon ordinateur »[482]. En effet, le 23 juin 2013, le New York Times avait notamment affirmé que Snowden avait fourni des informations confidentielles à la Chine et à la Russie et que le contenu de ses ordinateurs avait été fouillé par ces pays alors qu'il se trouvait à Hongkong[483]. Le quotidien américain citait « deux experts dans le renseignement occidental » qui avaient « travaillé pour des agences de renseignement de gouvernements majeurs »[482].

## Répercussions
Cinq ans après le début des révélations, Edward Snowden indique que la population est toujours impuissante mais qu’au moins elle est maintenant au courant. De leur côté, les agences de renseignement regrettent la publication de ces documents qui a grandement compromis leur moyen d’espionnage, ce qui peut avoir des conséquences sur la sécurité des personnes vivant dans ces pays.
Bien que la collecte massive de données par les services de renseignement n’ait pas été remise en cause, les États-Unis ont adopté le USA Freedom Act (en) en 2015 qui réduit légèrement les pouvoirs de ces services. Des débats politiques ont également eu lieu en Allemagne et au Brésil. Les révélations ont également eu une influence sur les relations internationales. Le Safe Harbor a ainsi été annulé par la Cour de justice de l'Union européenne en 2015 sur la base de ces révélations. Le règlement général sur la protection des données, en négociation depuis 2012, a été mis en lumière au regard des documents publiés par Edward Snowden, avant d’être finalement adopté en 2016.
Au niveau technique, le chiffrement (en particulier le passage massif des communications « grand public » du Web, de HTTP vers HTTPS — sa version sécurisée) s’est démocratisé sur Internet et est utilisé par une grande partie des grandes entreprises pour protéger les données de leurs utilisateurs vis-à-vis des services de renseignement.

## Cinéma
- Le film documentaire Citizenfour, réalisé par Laura Poitras, traite des révélations d'Edward Snowden sur le scandale d'espionnage mondial de la NSA.
- En novembre 2016, le film Snowden d'Oliver Stone sort en salle en France. Joseph Gordon-Levitt incarne Edward Snowden, dans ce long-métrage basé sur les ouvrages The Snowden Files de Luke Harding et Time of the Octupus d'Anatoli Koutcherena.